# Drake (Rapper)/Diskografie
Diese Diskografie ist eine Übersicht über die musikalischen Werke des kanadischen Rappers und R&B-Sängers Drake. Den Quellenangaben und Schallplattenauszeichnungen zufolge hat er bisher mehr als 684,7 Millionen Tonträger verkauft, davon alleine in Deutschland über 6,9 Millionen, womit er zu den Musikern mit den meisten Tonträgerverkäufen des Landes zählt. Seine erfolgreichste Veröffentlichung ist die Single God’s Plan mit über 22,8 Millionen verkauften Einheiten.

## Alben

### Studioalben
| Jahr | Titel Musiklabel                                              | Höchstplatzierung, Gesamtwochen, AuszeichnungChartplatzierungen (Jahr, Titel, Musiklabel, Platzierungen, Wochen, Auszeichnungen, Anmerkungen) | Höchstplatzierung, Gesamtwochen, AuszeichnungChartplatzierungen (Jahr, Titel, Musiklabel, Platzierungen, Wochen, Auszeichnungen, Anmerkungen) | Höchstplatzierung, Gesamtwochen, AuszeichnungChartplatzierungen (Jahr, Titel, Musiklabel, Platzierungen, Wochen, Auszeichnungen, Anmerkungen) | Höchstplatzierung, Gesamtwochen, AuszeichnungChartplatzierungen (Jahr, Titel, Musiklabel, Platzierungen, Wochen, Auszeichnungen, Anmerkungen) | Höchstplatzierung, Gesamtwochen, AuszeichnungChartplatzierungen (Jahr, Titel, Musiklabel, Platzierungen, Wochen, Auszeichnungen, Anmerkungen) | Höchstplatzierung, Gesamtwochen, AuszeichnungChartplatzierungen (Jahr, Titel, Musiklabel, Platzierungen, Wochen, Auszeichnungen, Anmerkungen) | Anmerkungen                                                    |
| Jahr | Titel Musiklabel                                              | DE | AT | CH | UK | US | CA | Anmerkungen                                                    |
| ---- | ------------------------------------------------------------- | --- | --- | --- | --- | --- | --- | -------------------------------------------------------------- |
| 2010 | Thank Me Later Young Money Entertainment                      | DE34 (2 Wo.)DE | — | CH69 (1 Wo.)CH | UK15 Platin · (14 Wo.)UK | US1 ×4Vierfachplatin · (120 Wo.)US | CA1 ×2Doppelplatin · (12 Wo.)CA | Erstveröffentlichung: 11. Juni 2010 Verkäufe: + 4.477.500      |
| 2011 | Take Care Cash Money Records (UMG)                            | DE42 (1 Wo.)DE | — | CH45 (2 Wo.)CH | UK5 ×3Dreifachplatin · (125 Wo.)UK | US1 ×8Achtfachplatin · (… Wo.)US | CA1 ×6Sechsfachplatin · (… Wo.)CA | Erstveröffentlichung: 14. November 2011 Verkäufe: + 9.405.000  |
| 2013 | Nothing Was the Same Cash Money Records (UMG)                 | DE14 (4 Wo.)DE | AT25 (2 Wo.)AT | CH11 (7 Wo.)CH | UK2 Platin · (33 Wo.)UK | US1 ×6Sechsfachplatin · (505 Wo.)US | CA1 ×3Dreifachplatin · (23 Wo.)CA | Erstveröffentlichung: 20. September 2013 Verkäufe: + 6.715.000 |
| 2016 | Views Young Money Entertainment • Cash Money Records (UMG)    | DE11 Gold · (23 Wo.)DE | AT20 Gold · (7 Wo.)AT | CH4 (25 Wo.)CH | UK1 ×3Dreifachplatin · (111 Wo.)UK | US1 ×8Achtfachplatin · (… Wo.)US | CA1 ×6Sechsfachplatin · (… Wo.)CA | Erstveröffentlichung: 29. April 2016 Verkäufe: + 10.354.500    |
| 2018 | Scorpion Young Money Entertainment • Cash Money Records (UMG) | DE8 Gold · (20 Wo.)DE | AT4 (18 Wo.)AT | CH1 (40 Wo.)CH | UK1 ×2Doppelplatin · (140 Wo.)UK | US1 ×7Siebenfachplatin · (… Wo.)US | CA1 ×2Doppelplatin · (… Wo.)CA | Erstveröffentlichung: 29. Juni 2018 Verkäufe: + 8.717.000      |
| 2021 | Certified Lover Boy OVO Sound (UMG)                           | DE3 (24 Wo.)DE | AT3 (10 Wo.)AT | CH2 (70 Wo.)CH | UK1 Platin · (114 Wo.)UK | US1 ×3Dreifachplatin · (… Wo.)US | CA1 ×4Vierfachplatin · (… Wo.)CA | Erstveröffentlichung: 3. September 2021 Verkäufe: + 3.985.000  |
| 2022 | Honestly, Nevermind OVO Sound (UMG)                           | DE3 (11 Wo.)DE | AT2 (9 Wo.)AT | CH1 (11 Wo.)CH | UK2 Gold · (13 Wo.)UK | US1 Platin · (69 Wo.)US | CA1 ×2Doppelplatin · (65 Wo.)CA | Erstveröffentlichung: 17. Juni 2022 Verkäufe: + 1.330.000      |
| 2023 | For All the Dogs OVO Sound (UMG)                              | DE5 (20 Wo.)DE | AT2 (12 Wo.)AT | CH2 (22 Wo.)CH | UK1 Gold · (30 Wo.)UK | US1 (… Wo.)US | CA1 ×2Doppelplatin · (… Wo.)CA | Erstveröffentlichung: 6. Oktober 2023 Verkäufe: + 380.000      |

### Kollaboalben
| Jahr | Titel Musiklabel                    | Höchstplatzierung, Gesamtwochen, AuszeichnungChartplatzierungen (Jahr, Titel, Musiklabel, Platzierungen, Wochen, Auszeichnungen, Anmerkungen) | Höchstplatzierung, Gesamtwochen, AuszeichnungChartplatzierungen (Jahr, Titel, Musiklabel, Platzierungen, Wochen, Auszeichnungen, Anmerkungen) | Höchstplatzierung, Gesamtwochen, AuszeichnungChartplatzierungen (Jahr, Titel, Musiklabel, Platzierungen, Wochen, Auszeichnungen, Anmerkungen) | Höchstplatzierung, Gesamtwochen, AuszeichnungChartplatzierungen (Jahr, Titel, Musiklabel, Platzierungen, Wochen, Auszeichnungen, Anmerkungen) | Höchstplatzierung, Gesamtwochen, AuszeichnungChartplatzierungen (Jahr, Titel, Musiklabel, Platzierungen, Wochen, Auszeichnungen, Anmerkungen) | Höchstplatzierung, Gesamtwochen, AuszeichnungChartplatzierungen (Jahr, Titel, Musiklabel, Platzierungen, Wochen, Auszeichnungen, Anmerkungen) | Anmerkungen                                                                   |
| Jahr | Titel Musiklabel                    | DE | AT | CH | UK | US | CA | Anmerkungen                                                                   |
| ---- | ----------------------------------- | --- | --- | --- | --- | --- | --- | ----------------------------------------------------------------------------- |
| 2022 | Her Loss OVO Sound (UMG)            | DE6 (17 Wo.)DE | AT2 (18 Wo.)AT | CH1 (34 Wo.)CH | UK1 Gold · (27 Wo.)UK | US1 ×2Doppelplatin · (117 Wo.)US | CA1 ×2Doppelplatin · (79 Wo.)CA | Erstveröffentlichung: 4. November 2022 Verkäufe: + 2.365.000; mit 21 Savage   |
| 2025 | Some Sexy Songs 4 U OVO Sound (UMG) | DE31 (5 Wo.)DE | AT9 (4 Wo.)AT | CH3 (11 Wo.)CH | UK3 Gold · (… Wo.)UK | US1 (… Wo.)US | — | Erstveröffentlichung: 14. Februar 2025 Verkäufe: + 107.500; mit PartyNextDoor |

### Kompilationen
| Jahr | Titel Musiklabel             | Höchstplatzierung, Gesamtwochen, AuszeichnungChartplatzierungen (Jahr, Titel, Musiklabel, Platzierungen, Wochen, Auszeichnungen, Anmerkungen) | Höchstplatzierung, Gesamtwochen, AuszeichnungChartplatzierungen (Jahr, Titel, Musiklabel, Platzierungen, Wochen, Auszeichnungen, Anmerkungen) | Höchstplatzierung, Gesamtwochen, AuszeichnungChartplatzierungen (Jahr, Titel, Musiklabel, Platzierungen, Wochen, Auszeichnungen, Anmerkungen) | Höchstplatzierung, Gesamtwochen, AuszeichnungChartplatzierungen (Jahr, Titel, Musiklabel, Platzierungen, Wochen, Auszeichnungen, Anmerkungen) | Höchstplatzierung, Gesamtwochen, AuszeichnungChartplatzierungen (Jahr, Titel, Musiklabel, Platzierungen, Wochen, Auszeichnungen, Anmerkungen) | Höchstplatzierung, Gesamtwochen, AuszeichnungChartplatzierungen (Jahr, Titel, Musiklabel, Platzierungen, Wochen, Auszeichnungen, Anmerkungen) | Anmerkungen                                              |
| Jahr | Titel Musiklabel             | DE | AT | CH | UK | US | CA | Anmerkungen                                              |
| ---- | ---------------------------- | --- | --- | --- | --- | --- | --- | -------------------------------------------------------- |
| 2019 | Care Package OVO Sound (UMG) | DE54 (1 Wo.)DE | AT48 (1 Wo.)AT | CH24 (2 Wo.)CH | UK4 Gold · (4 Wo.)UK | US1 (16 Wo.)US | CA1 Platin · (9 Wo.)CA | Erstveröffentlichung: 2. August 2019 Verkäufe: + 187.500 |

### Mixtapes
| Jahr | Titel Musiklabel                                                 | Höchstplatzierung, Gesamtwochen, AuszeichnungChartplatzierungen (Jahr, Titel, Musiklabel, Platzierungen, Wochen, Auszeichnungen, Anmerkungen) | Höchstplatzierung, Gesamtwochen, AuszeichnungChartplatzierungen (Jahr, Titel, Musiklabel, Platzierungen, Wochen, Auszeichnungen, Anmerkungen) | Höchstplatzierung, Gesamtwochen, AuszeichnungChartplatzierungen (Jahr, Titel, Musiklabel, Platzierungen, Wochen, Auszeichnungen, Anmerkungen) | Höchstplatzierung, Gesamtwochen, AuszeichnungChartplatzierungen (Jahr, Titel, Musiklabel, Platzierungen, Wochen, Auszeichnungen, Anmerkungen) | Höchstplatzierung, Gesamtwochen, AuszeichnungChartplatzierungen (Jahr, Titel, Musiklabel, Platzierungen, Wochen, Auszeichnungen, Anmerkungen) | Höchstplatzierung, Gesamtwochen, AuszeichnungChartplatzierungen (Jahr, Titel, Musiklabel, Platzierungen, Wochen, Auszeichnungen, Anmerkungen) | Anmerkungen                                                                |
| Jahr | Titel Musiklabel                                                 | DE | AT | CH | UK | US | CA | Anmerkungen                                                                |
| ---- | ---------------------------------------------------------------- | --- | --- | --- | --- | --- | --- | -------------------------------------------------------------------------- |
| 2006 | Room for Improvement Fear Factor Music                           | — | — | — | — | — | — | Erstveröffentlichung: 14. Februar 2006 mit DJ Smallz                       |
| 2007 | Comeback Season October’s Very Own                               | — | — | — | — | — | — | Erstveröffentlichung: 1. September 2007 mit DJ Smallz                      |
| 2009 | So Far Gone Young Money Entertainment • Cash Money Records (UMG) | — | — | CH61 (1 Wo.)CH | UK21 (1 Wo.)UK | US5 Gold · (6 Wo.)US | CA7 Gold · (2 Wo.)CA | Erstveröffentlichung: 13. Februar 2009 Verkäufe: + 851.384                 |
| 2015 | If You’re Reading This It’s Too Late Cash Money Records (UMG)    | DE89 (1 Wo.)DE | AT20 (1 Wo.)AT | CH7 (4 Wo.)CH | UK3 Platin · (61 Wo.)UK | US1 ×4Vierfachplatin · (201 Wo.)US | CA1 ×2Doppelplatin · (99 Wo.)CA | Erstveröffentlichung: 13. Februar 2015 Verkäufe: + 4.565.000               |
| 2015 | What a Time to Be Alive Cash Money Records (UMG)                 | — | — | — | UK6 Gold · (9 Wo.)UK | US1 ×2Doppelplatin · (96 Wo.)US | CA1 ×2Doppelplatin · (51 Wo.)CA | Erstveröffentlichung: 18. September 2015 Verkäufe: + 2.277.500; mit Future |
| 2017 | More Life Young Money Entertainment • Cash Money Records (UMG)   | DE7 Gold · (12 Wo.)DE | AT9 (3 Wo.)AT | CH4 (6 Wo.)CH | UK2 ×2Doppelplatin · (99 Wo.)UK | US1 ×4Vierfachplatin · (376 Wo.)US | CA1 ×2Doppelplatin · (215 Wo.)CA | Erstveröffentlichung: 18. März 2017 Verkäufe: + 5.235.000                  |
| 2020 | Dark Lane Demo Tapes OVO Sound (UMG)                             | DE11 (4 Wo.)DE | AT5 (4 Wo.)AT | CH2 (7 Wo.)CH | UK1 Gold · (19 Wo.)UK | US2 (76 Wo.)US | CA1 ×2Doppelplatin · (51 Wo.)CA | Erstveröffentlichung: 1. Mai 2020 Verkäufe: + 415.000                      |

### EPs
| Jahr | Titel Musiklabel                                      | Höchstplatzierung, Gesamtwochen, AuszeichnungChartplatzierungen (Jahr, Titel, Musiklabel, Platzierungen, Wochen, Auszeichnungen, Anmerkungen) | Höchstplatzierung, Gesamtwochen, AuszeichnungChartplatzierungen (Jahr, Titel, Musiklabel, Platzierungen, Wochen, Auszeichnungen, Anmerkungen) | Höchstplatzierung, Gesamtwochen, AuszeichnungChartplatzierungen (Jahr, Titel, Musiklabel, Platzierungen, Wochen, Auszeichnungen, Anmerkungen) | Höchstplatzierung, Gesamtwochen, AuszeichnungChartplatzierungen (Jahr, Titel, Musiklabel, Platzierungen, Wochen, Auszeichnungen, Anmerkungen) | Höchstplatzierung, Gesamtwochen, AuszeichnungChartplatzierungen (Jahr, Titel, Musiklabel, Platzierungen, Wochen, Auszeichnungen, Anmerkungen) | Höchstplatzierung, Gesamtwochen, AuszeichnungChartplatzierungen (Jahr, Titel, Musiklabel, Platzierungen, Wochen, Auszeichnungen, Anmerkungen) | Anmerkungen                                                  |
| Jahr | Titel Musiklabel                                      | DE | AT | CH | UK | US | CA | Anmerkungen                                                  |
| ---- | ----------------------------------------------------- | --- | --- | --- | --- | --- | --- | ------------------------------------------------------------ |
| 2009 | So Far Gone Young Money, Cash Money, Universal Motown | — | — | — | — | US6 Gold · (47 Wo.)US | CA15 Gold · (1 Wo.)CA | Erstveröffentlichung: 15. September 2009 Verkäufe: + 843.884 |
| 2018 | Scary Hours Young Money, Cash Money, Universal Motown | — | — | — | — | — | — | Erstveröffentlichung: 20. Januar 2018                        |
| 2019 | The Best in the World Pack OVO Sound (UMG)            | — | — | — | — | — | — | Erstveröffentlichung: 15. Juni 2019                          |
| 2021 | Scary Hours 2 OVO Sound (UMG)                         | DE80 (1 Wo.)DE | AT10 (1 Wo.)AT | — | — | — | — | Erstveröffentlichung: 5. März 2021                           |

## Singles

### Als Leadmusiker
| Jahr | Titel Album                                                   | Höchstplatzierung, Gesamtwochen, AuszeichnungChartplatzierungen (Jahr, Titel, Album, Platzierungen, Wochen, Auszeichnungen, Anmerkungen) | Höchstplatzierung, Gesamtwochen, AuszeichnungChartplatzierungen (Jahr, Titel, Album, Platzierungen, Wochen, Auszeichnungen, Anmerkungen) | Höchstplatzierung, Gesamtwochen, AuszeichnungChartplatzierungen (Jahr, Titel, Album, Platzierungen, Wochen, Auszeichnungen, Anmerkungen) | Höchstplatzierung, Gesamtwochen, AuszeichnungChartplatzierungen (Jahr, Titel, Album, Platzierungen, Wochen, Auszeichnungen, Anmerkungen) | Höchstplatzierung, Gesamtwochen, AuszeichnungChartplatzierungen (Jahr, Titel, Album, Platzierungen, Wochen, Auszeichnungen, Anmerkungen) | Höchstplatzierung, Gesamtwochen, AuszeichnungChartplatzierungen (Jahr, Titel, Album, Platzierungen, Wochen, Auszeichnungen, Anmerkungen) | Anmerkungen                                                                            |
| Jahr | Titel Album                                                   | DE | AT | CH | UK | US | CA | Anmerkungen                                                                            |
| --- | ------------------------------------------------------------- | --- | --- | --- | --- | --- | --- | -------------------------------------------------------------------------------------- |
| 2009 | Best I Ever Had So Far Gone                                   | — | — | — | UK— PlatinUK | US2 Diamant + Platin (Mastertone) · (24 Wo.)US                                                                                           | CA26 (16 Wo.)CA | Erstveröffentlichung: 13. Februar 2009                                                 |
| 2009 | Successful So Far Gone                                        | — | — | — | — | US17 Platin · (18 Wo.)US | — | Erstveröffentlichung: 13. Februar 2009 feat. Trey Songz & Lil Wayne                    |
| 2009 | Forever More Than a Game                                      | — | — | CH68 (3 Wo.)CH | UK42 Platin · (15 Wo.)UK | US8 ×6Sechsfachplatin · (24 Wo.)US | CA17 (24 Wo.)CA | Erstveröffentlichung: 27. August 2009 feat. Eminem, Kanye West & Lil Wayne             |
| 2009 | I’m Goin’ In So Far Gone                                      | — | — | — | — | US17 Platin · (18 Wo.)US | — | Erstveröffentlichung: 27. Oktober 2009 feat. Lil Wayne & Young Jeezy                   |
| 2010 | Over Thank Me Later                                           | — | — | — | UK50 Silber · (6 Wo.)UK | US14 ×3Dreifachplatin · (20 Wo.)US | CA14 (19 Wo.)CA | Erstveröffentlichung: 8. März 2010                                                     |
| 2010 | Find Your Love Thank Me Later                                 | DE65 (1 Wo.)DE | AT68 (2 Wo.)AT | — | UK24 Gold · (14 Wo.)UK | US5 ×3Dreifachplatin · (21 Wo.)US | CA7 (20 Wo.)CA | Erstveröffentlichung: 5. Mai 2010                                                      |
| 2010 | Miss Me Thank Me Later                                        | — | — | — | — | US15 Platin · (20 Wo.)US | CA60 (2 Wo.)CA | Erstveröffentlichung: 1. Juni 2010 feat. Lil Wayne                                     |
| 2010 | Fancy Thank Me Later                                          | — | — | — | UK— SilberUK | US25 Platin · (20 Wo.)US | CA60 (2 Wo.)CA | Erstveröffentlichung: 3. August 2010 feat. T.I. & Swizz Beatz                          |
| 2011 | Marvins Room Take Care                                        | — | — | — | UK— PlatinUK | US21 ×3Dreifachplatin · (18 Wo.)US | — | Erstveröffentlichung: 28. Juni 2011                                                    |
| 2011 | Headlines Take Care                                           | — | — | — | UK57 Platin · (10 Wo.)UK | US13 ×8Achtfachplatin · (25 Wo.)US | CA25 Platin · (25 Wo.)CA | Erstveröffentlichung: 9. August 2011                                                   |
| 2011 | Make Me Proud Take Care                                       | — | — | — | UK49 Silber · (3 Wo.)UK | US9 Platin · (20 Wo.)US | CA12 (4 Wo.)CA | Erstveröffentlichung: 16. Oktober 2011 feat. Nicki Minaj                               |
| 2011 | The Motto Take Care                                           | — | — | — | UK80 Platin · (9 Wo.)UK | US14 ×8Achtfachplatin · (35 Wo.)US | CA37 (29 Wo.)CA | Erstveröffentlichung: 29. November 2011 feat. Lil Wayne & Tyga                         |
| 2012 | Take Care                                                     | DE— GoldDE | — | CH50 (3 Wo.)CH | UK9 ×3Dreifachplatin · (44 Wo.)UK | US7 ×7Siebenfachplatin · (34 Wo.)US | CA10 (31 Wo.)CA | Erstveröffentlichung: 21. Februar 2012 feat. Rihanna                                   |
| 2012 | HYFR (Hell Ya Fuckin’ Right) Take Care                        | — | — | — | UK— SilberUK | US62 ×2Doppelplatin · (20 Wo.)US | — | Erstveröffentlichung: 24. April 2012 feat. Lil Wayne                                   |
| 2012 | Crew Love Take Care                                           | — | — | — | UK37 Platin · (6 Wo.)UK | US80 Platin · (20 Wo.)US | — | Erstveröffentlichung: 30. Juli 2012 feat. The Weeknd                                   |
| 2013 | Started from the Bottom Nothing Was the Same                  | — | — | — | UK25 Platin · (16 Wo.)UK | US6 ×8Achtfachplatin · (22 Wo.)US | CA23 Platin · (23 Wo.)CA | Erstveröffentlichung: 6. Februar 2013                                                  |
| 2013 | Hold On, We’re Going Home Nothing Was the Same                | DE27 Platin · (26 Wo.)DE | AT72 (3 Wo.)AT | CH40 (17 Wo.)CH | UK4 ×3Dreifachplatin · (36 Wo.)UK | US4 Diamant · (33 Wo.)US | CA6 ×2Doppelplatin · (28 Wo.)CA | Erstveröffentlichung: 7. August 2013 feat. Majid Jordan                                |
| 2014 | 0 to 100 / The Catch Up –                                     | — | — | — | UK68 Gold · (3 Wo.)UK | US35 ×2Doppelplatin · (20 Wo.)US | CA33 (11 Wo.)CA | Erstveröffentlichung: 15. Juli 2014                                                    |
| 2015 | Preach If You’re Reading This It’s Too Late                   | — | — | — | UK53 Silber · (2 Wo.)UK | US82 (2 Wo.)US | CA27 (1 Wo.)CA | Erstveröffentlichung: 29. März 2015 feat. PartyNextDoor                                |
| 2015 | Energy If You’re Reading This It’s Too Late                   | — | — | — | UK71 Gold · (1 Wo.)UK | US82 ×5Fünffachplatin · (2 Wo.)US | CA31 (4 Wo.)CA | Erstveröffentlichung: 10. Juli 2015                                                    |
| 2015 | Back to Back –                                                | — | — | — | UK77 Silber · (3 Wo.)UK | US21 ×2Doppelplatin · (20 Wo.)US | CA8 (4 Wo.)CA | Erstveröffentlichung: 31. Juli 2015                                                    |
| 2015 | Right Hand –                                                  | — | — | — | UK81 Silber · (5 Wo.)UK | US58 Platin · (19 Wo.)US | CA47 (2 Wo.)CA | Erstveröffentlichung: 31. Juli 2015                                                    |
| 2015 | Charged Up –                                                  | — | — | — | — | US78 (1 Wo.)US | CA32 (1 Wo.)CA | Erstveröffentlichung: 31. Juli 2015                                                    |
| 2015 | Hotline Bling Views                                           | DE18 Gold · (28 Wo.)DE | AT19 (21 Wo.)AT | CH13 (36 Wo.)CH | UK3 ×2Doppelplatin · (52 Wo.)UK | US2 Diamant · (36 Wo.)US | CA1 Platin · (30 Wo.)CA | Erstveröffentlichung: 31. Juli 2015                                                    |
| 2015 | Jumpman What a Time to Be Alive                               | DE— GoldDE | — | CH75 (1 Wo.)CH | UK58 Platin · (29 Wo.)UK | US12 ×5Fünffachplatin · (32 Wo.)US | CA36 Gold · (1 Wo.)CA | Erstveröffentlichung: 20. September 2015 mit Future                                    |
| 2016 | Summer Sixteen –                                              | DE97 (1 Wo.)DE | AT68 (1 Wo.)AT | CH63 (1 Wo.)CH | UK23 Silber · (8 Wo.)UK | US6 Platin · (14 Wo.)US | CA2 Gold · (3 Wo.)CA | Erstveröffentlichung: 30. Januar 2016                                                  |
| 2016 | One Dance Views                                               | DE1 Diamant · (52 Wo.)DE | AT3 (39 Wo.)AT | CH1 (51 Wo.)CH | UK1 ×7Siebenfachplatin · (65 Wo.)UK | US1 Diamant + Platin · (36 Wo.)US | CA1 Diamant · (32 Wo.)CA | Erstveröffentlichung: 5. April 2016 feat. Wizkid & Kyla                                |
| 2016 | Pop Style Views                                               | — | — | — | UK33 Gold · (13 Wo.)UK | US16 ×2Doppelplatin · (20 Wo.)US | CA3 (5 Wo.)CA | Erstveröffentlichung: 5. April 2016 feat. The Throne                                   |
| 2016 | Controlla Views                                               | DE83 Gold · (8 Wo.)DE | — | CH37 (23 Wo.)CH | UK18 ×2Doppelplatin · (43 Wo.)UK | US16 ×5Fünffachplatin · (26 Wo.)US | CA48 ×2Doppelplatin · (2 Wo.)CA | Erstveröffentlichung: 7. Juni 2016 Remix feat. Popcaan                                 |
| 2016 | Too Good Views                                                | DE30 Gold · (28 Wo.)DE | AT38 (20 Wo.)AT | CH25 (28 Wo.)CH | UK3 ×3Dreifachplatin · (43 Wo.)UK | US14 ×5Fünffachplatin · (29 Wo.)US | CA6 ×4Vierfachplatin · (25 Wo.)CA | Erstveröffentlichung: 26. Juli 2016 feat. Rihanna                                      |
| 2016 | Fake Love More Life                                           | DE54 Gold · (14 Wo.)DE | AT49 (7 Wo.)AT | CH27 (17 Wo.)CH | UK10 ×2Doppelplatin · (29 Wo.)UK | US8 ×6Sechsfachplatin · (25 Wo.)US | CA6 (20 Wo.)CA | Erstveröffentlichung: 29. Oktober 2016                                                 |
| 2016 | Sneakin’ –                                                    | — | — | — | UK52 Silber · (4 Wo.)UK | US28 Platin · (14 Wo.)US | CA10 (2 Wo.)CA | Erstveröffentlichung: 29. Oktober 2016 feat. 21 Savage                                 |
| 2016 | Two Birds, One Stone –                                        | — | — | — | — | US73 (1 Wo.)US | CA46 (1 Wo.)CA | Erstveröffentlichung: 29. Oktober 2016                                                 |
| 2017 | No Frauds –                                                   | DE95 (1 Wo.)DE | AT73 (1 Wo.)AT | CH50 (1 Wo.)CH | UK49 Silber · (1 Wo.)UK | US14 (7 Wo.)US | CA6 Gold · (1 Wo.)CA | Erstveröffentlichung: 10. März 2017 mit Nicki Minaj & Lil Wayne                        |
| 2017 | Passionfruit More Life                                        | DE18 Gold · (12 Wo.)DE | AT25 (9 Wo.)AT | CH12 (16 Wo.)CH | UK3 ×3Dreifachplatin · (19 Wo.)UK | US8 ×7Siebenfachplatin · (20 Wo.)US | CA13 (18 Wo.)CA | Erstveröffentlichung: 20. März 2017                                                    |
| 2017 | Signs –                                                       | DE50 (4 Wo.)DE | AT50 (4 Wo.)AT | CH26 (7 Wo.)CH | UK14 Platin · (15 Wo.)UK | US36 Platin · (6 Wo.)US | CA10 ×2Doppelplatin · (10 Wo.)CA | Erstveröffentlichung: 23. Juni 2017                                                    |
| 2018 | God’s Plan Scary Hours • Scorpion                             | DE1 Gold · (30 Wo.)DE | AT3 Gold · (27 Wo.)AT | CH2 (33 Wo.)CH | UK1 ×4Vierfachplatin · (24 Wo.)UK | US1 ×6Diamant + Sechsfachplatin · (36 Wo.)US                                                                                             | CA1 Diamant · (24 Wo.)CA | Erstveröffentlichung: 19. Januar 2018                                                  |
| 2018 | Diplomatic Immunity Scary Hours                               | — | AT64 (1 Wo.)AT | CH42 (1 Wo.)CH | UK21 (5 Wo.)UK | US7 (3 Wo.)US | CA7 (1 Wo.)CA | Erstveröffentlichung: 19. Januar 2018                                                  |
| 2018 | Nice for What Scorpion                                        | DE9 Gold · (18 Wo.)DE | AT6 (14 Wo.)AT | CH7 (12 Wo.)CH | UK1 ×4Vierfachplatin · (17 Wo.)UK | US1 ×9Neunfachplatin · (25 Wo.)US | CA1 ×4Vierfachplatin · (20 Wo.)CA | Erstveröffentlichung: 6. April 2018                                                    |
| 2018 | I’m Upset Scorpion                                            | DE79 (1 Wo.)DE | AT63 (1 Wo.)AT | CH91 (1 Wo.)CH | UK37 Gold · (5 Wo.)UK | US7 ×3Dreifachplatin · (16 Wo.)US | CA10 Platin · (4 Wo.)CA | Erstveröffentlichung: 26. Mai 2018                                                     |
| 2018 | Don’t Matter to Me Scorpion                                   | DE16 (5 Wo.)DE | AT18 (4 Wo.)AT | CH5 (7 Wo.)CH | UK2 Platin · (9 Wo.)UK | US9 (5 Wo.)US | CA8 Gold · (2 Wo.)CA | Erstveröffentlichung: 25. Juli 2018 feat. Michael Jackson                              |
| 2018 | In My Feelings Scorpion                                       | DE4 Gold · (18 Wo.)DE | AT3 (14 Wo.)AT | CH2 (17 Wo.)CH | UK1 ×2Doppelplatin · (22 Wo.)UK | US1 ×8Achtfachplatin · (22 Wo.)US | CA1 ×5Fünffachplatin · (21 Wo.)CA | Erstveröffentlichung: 13. Juli 2018                                                    |
| 2018 | Nonstop Scorpion                                              | DE28 Gold · (4 Wo.)DE | AT21 (3 Wo.)AT | CH10 (3 Wo.)CH | UK4 Platin · (13 Wo.)UK | US2 ×7Siebenfachplatin · (22 Wo.)US | CA25 Platin · (2 Wo.)CA | Erstveröffentlichung: 31. Juli 2018                                                    |
| 2019 | Mob Ties Scorpion                                             | DE82 (1 Wo.)DE | AT67 (1 Wo.)AT | — | UK— GoldUK | US13 (8 Wo.)US | CA— GoldCA | Erstveröffentlichung: 6. Januar 2019                                                   |
| 2019 | Girls Need Love (Remix) Last Day of Summer                    | — | — | — | UK41 Platin · (9 Wo.)UK | US37 (20 Wo.)US | CA— ×2DoppelplatinCA | Erstveröffentlichung: 27. Februar 2019 mit Summer Walker                               |
| 2019 | Omertà The Best in the World Pack                             | — | — | — | UK33 (2 Wo.)UK | US35 (2 Wo.)US | CA6 (1 Wo.)CA | Erstveröffentlichung: 15. Juni 2019                                                    |
| 2019 | Money in the Grave The Best in the World Pack                 | DE57 (6 Wo.)DE | AT48 (5 Wo.)AT | CH30 (14 Wo.)CH | UK13 Platin · (16 Wo.)UK | US7 ×6Sechsfachplatin · (23 Wo.)US | CA4 (12 Wo.)CA | Erstveröffentlichung: 15. Juni 2019 feat. Rick Ross                                    |
| 2020 | Toosie Slide Dark Lane Demo Tapes                             | DE2 Gold · (18 Wo.)DE | AT2 Gold · (16 Wo.)AT | CH2 (21 Wo.)CH | UK1 Platin · (20 Wo.)UK | US1 (20 Wo.)US | CA1 ×3Dreifachplatin · (16 Wo.)CA | Erstveröffentlichung: 3. April 2020                                                    |
| 2020 | Chicago Freestyle Dark Lane Demo Tapes                        | DE— aDE | AT60 (1 Wo.)AT | CH34 (4 Wo.)CH | UK10 Platin · (15 Wo.)UK | US14 (12 Wo.)US | — | Erstveröffentlichung: 8. Mai 2020 feat. Giveon                                         |
| 2020 | Laugh Now Cry Later –                                         | DE25 (12 Wo.)DE | AT19 (10 Wo.)AT | CH5 (15 Wo.)CH | UK4 Platin · (14 Wo.)UK | US2 ×6Sechsfachplatin · (29 Wo.)US | CA4 ×4Vierfachplatin · (6 Wo.)CA | Erstveröffentlichung: 14. August 2020 feat. Lil Durk                                   |
| 2021 | What’s Next Scary Hours 2                                     | DE36 (2 Wo.)DE | AT32 (2 Wo.)AT | CH14 (4 Wo.)CH | UK4 Silber · (8 Wo.)UK | US1 (16 Wo.)US | CA1 Platin · (2 Wo.)CA | Erstveröffentlichung: 9. März 2021                                                     |
| 2021 | Way 2 Sexy Certified Lover Boy                                | DE66 (2 Wo.)DE | AT28 (4 Wo.)AT | CH13 (10 Wo.)CH | UK11 Gold · (9 Wo.)UK | US1 (20 Wo.)US | CA14 (6 Wo.)CA | Erstveröffentlichung: 3. September 2021 feat. Future & Young Thug                      |
| 2021 | Girls Want Girls Certified Lover Boy                          | DE94 (1 Wo.)DE | AT17 (2 Wo.)AT | CH8 (5 Wo.)CH | UK2 Platin · (12 Wo.)UK | US2 (20 Wo.)US | — | Erstveröffentlichung: 28. September 2021 feat. Lil Baby                                |
| 2021 | Knife Talk Certified Lover Boy                                | DE— bDE | — | — | UK87 Gold · (2 Wo.)UK | US4 ×5Fünffachplatin · (29 Wo.)US | — | Erstveröffentlichung: 11. November 2021 feat. 21 Savage & Project Pat                  |
| 2022 | Sticky Honestly, Nevermind                                    | — | — | CH59 (1 Wo.)CH | UK30 Silber · (9 Wo.)UK | US6 Platin · (13 Wo.)US | CA42 ×2Doppelplatin · (1 Wo.)CA | Erstveröffentlichung: 21. Juni 2022                                                    |
| 2022 | Massive Honestly, Nevermind                                   | DE53 (4 Wo.)DE | AT44 (2 Wo.)AT | CH7 (10 Wo.)CH | UK8 Gold · (11 Wo.)UK | US14 (7 Wo.)US | CA27 (1 Wo.)CA | Erstveröffentlichung: 21. Juni 2022                                                    |
| 2023 | Search & Rescue –                                             | DE49 (2 Wo.)DE | AT30 (2 Wo.)AT | CH13 (3 Wo.)CH | UK5 Silber · (9 Wo.)UK | US2 (20 Wo.)US | CA15 (1 Wo.)CA | Erstveröffentlichung: 7. April 2023                                                    |
| 2023 | On the Radar Freestyle –                                      | — | — | CH74 (1 Wo.)CH | UK26 (7 Wo.)UK | US80 (1 Wo.)US | — | Erstveröffentlichung: 21. Juli 2023 mit Central Cee                                    |
| 2023 | Slime You Out For All the Dogs                                | DE56 (3 Wo.)DE | AT50 (1 Wo.)AT | CH19 (2 Wo.)CH | UK10 Silber · (3 Wo.)UK | US1 (14 Wo.)US | CA44 (1 Wo.)CA | Erstveröffentlichung: 15. September 2023 feat. SZA                                     |
| 2024 | Push Ups –                                                    | DE70 (1 Wo.)DE | AT53 (1 Wo.)AT | CH25 (3 Wo.)CH | UK14 (5 Wo.)UK | US17 (6 Wo.)US | CA18 (1 Wo.)CA | Erstveröffentlichung: 19. April 2024                                                   |
| 2024 | Family Matters –                                              | DE92 (1 Wo.)DE | — | CH32 (1 Wo.)CH | UK17 (4 Wo.)UK | US7 (6 Wo.)US | CA10 (1 Wo.)CA | Erstveröffentlichung: 3. Mai 2024                                                      |
| 2025 | What Did I Miss? –                                            | — | — | CH60 (1 Wo.)CH | UK27 (… Wo.)UK | US2 (… Wo.)US | — | Erstveröffentlichung: 5. Juli 2025                                                     |
| 2025 | Which One –                                                   | — | — | CH16 (… Wo.)CH | UK4 (… Wo.)UK | US23 (… Wo.)US | — | Erstveröffentlichung: 25. Juli 2025 mit Central Cee                                    |
| Folgende Lieder erschienen nicht als Single, wurden aber durch das Album zum Download und Streaming bereitgestellt und konnten somit eine Platzierung erlangen: |                                                               | | | | | | |                                                                                        |
| |                                                               | | | | | | |                                                                                        |
| 2010 | Fireworks Thank Me Later                                      | — | — | — | — | US71 (1 Wo.)US | — | Charteinstieg: 3. Juli 2010 feat. Alicia Keys                                          |
| 2010 | Up All Night Thank Me Later                                   | — | — | — | UK— SilberUK | US49 (2 Wo.)US | CA59 (1 Wo.)CA | Charteinstieg: 3. Juli 2010 feat. Nicki Minaj                                          |
| 2010 | 9AM in Dallas Thank Me Later                                  | — | — | — | — | US43 (1 Wo.)US | — | Charteinstieg: 3. Juli 2010                                                            |
| 2011 | Hate Sleeping Alone Take Care                                 | — | — | — | — | US67 (1 Wo.)US | — | Charteinstieg: 3. Dezember 2011                                                        |
| 2011 | We’ll Be Fine Take Care                                       | — | — | — | — | US89 (1 Wo.)US | — | Charteinstieg: 3. Dezember 2011 feat. Birdman                                          |
| 2011 | Shot for Me Take Care                                         | — | — | — | UK— SilberUK | US100 Platin · (1 Wo.)US | — | Charteinstieg: 3. Dezember 2011                                                        |
| 2013 | Too Much Nothing Was the Same                                 | — | — | — | UK86 Silber · (1 Wo.)UK | US64 Platin · (1 Wo.)US | CA61 (1 Wo.)CA | Charteinstieg: 5. Oktober 2013 feat. Sampha                                            |
| 2013 | Wu-Tang Forever Nothing Was the Same                          | — | — | — | — | US52 (3 Wo.)US | CA25 (2 Wo.)CA | Charteinstieg: 5. Oktober 2013                                                         |
| 2013 | From Time Nothing Was the Same                                | — | — | — | UK56 Platin · (1 Wo.)UK | US67 Platin · (2 Wo.)US | — | Charteinstieg: 5. Oktober 2013 feat. Jhené Aiko                                        |
| 2013 | Furthest Thing Nothing Was the Same                           | — | — | — | UK95 Silber · (1 Wo.)UK | US56 Platin · (2 Wo.)US | — | Charteinstieg: 5. Oktober 2013                                                         |
| 2013 | The Motion Nothing Was the Same                               | — | — | — | UK93 Silber · (1 Wo.)UK | — | — | Charteinstieg: 5. Oktober 2013                                                         |
| 2013 | All Me Nothing Was the Same                                   | — | — | — | UK— SilberUK | US20 ×2Doppelplatin · (20 Wo.)US | CA39 (1 Wo.)CA | Charteinstieg: 12. Oktober 2013 feat. 2 Chainz & Big Sean                              |
| 2013 | The Language Nothing Was the Same                             | — | — | — | — | US51 Platin · (20 Wo.)US | — | Charteinstieg: 12. Oktober 2013                                                        |
| 2013 | Pound Cake Nothing Was the Same                               | — | — | — | UK— GoldUK | US65 Platin · (10 Wo.)US | CA49 (1 Wo.)CA | Charteinstieg: 12. Oktober 2013 feat. Jay-Z                                            |
| 2013 | Own It Nothing Was the Same                                   | — | — | — | — | US78 (1 Wo.)US | — | Charteinstieg: 12. Oktober 2013                                                        |
| 2013 | Tuscan Leather Nothing Was the Same                           | — | — | — | — | US81 (1 Wo.)US | — | Charteinstieg: 12. Oktober 2013                                                        |
| 2013 | Come Thru Nothing Was the Same                                | — | — | — | UK— SilberUK | US87 (1 Wo.)US | — | Charteinstieg: 12. Oktober 2013                                                        |
| 2013 | Worst Behavior Nothing Was the Same                           | — | — | — | UK— SilberUK | US89 Platin · (11 Wo.)US | — | Charteinstieg: 12. Oktober 2013                                                        |
| 2015 | Know Yourself If You’re Reading This It’s Too Late            | — | — | — | UK95 Gold · (1 Wo.)UK | US53 ×2Doppelplatin · (20 Wo.)US | — | Charteinstieg: 28. Februar 2015                                                        |
| 2015 | Legend If You’re Reading This It’s Too Late                   | — | — | — | UK70 Silber · (2 Wo.)UK | US52 ×2Doppelplatin · (12 Wo.)US | — | Charteinstieg: 28. Februar 2015                                                        |
| 2015 | 10 Bands If You’re Reading This It’s Too Late                 | — | — | — | UK92 Silber · (1 Wo.)UK | US58 Platin · (13 Wo.)US | — | Charteinstieg: 28. Februar 2015                                                        |
| 2015 | No Tellin’ If You’re Reading This It’s Too Late               | — | — | — | — | US81 (3 Wo.)US | — | Charteinstieg: 28. Februar 2015                                                        |
| 2015 | 6 God If You’re Reading This It’s Too Late                    | — | — | — | — | US83 Platin · (2 Wo.)US | — | Charteinstieg: 28. Februar 2015                                                        |
| 2015 | Used To If You’re Reading This It’s Too Late                  | — | — | — | — | US84 (2 Wo.)US | — | Charteinstieg: 28. Februar 2015 feat. Lil Wayne                                        |
| 2015 | Now & Forever If You’re Reading This It’s Too Late            | — | — | — | — | US95 (1 Wo.)US | — | Charteinstieg: 28. Februar 2015                                                        |
| 2015 | 6 Man If You’re Reading This It’s Too Late                    | — | — | — | — | US97 (1 Wo.)US | — | Charteinstieg: 28. Februar 2015                                                        |
| 2015 | Big Rings What a Time to Be Alive                             | — | — | — | — | US52 ×2Doppelplatin · (20 Wo.)US | — | Charteinstieg: 10. Oktober 2015 mit Future                                             |
| 2015 | Diamonds Dancing What a Time to Be Alive                      | — | — | — | — | US53 Platin · (8 Wo.)US | — | Charteinstieg: 10. Oktober 2015 mit Future                                             |
| 2015 | Digital Dash What a Time to Be Alive                          | — | — | — | — | US62 Platin · (7 Wo.)US | — | Charteinstieg: 10. Oktober 2015 mit Future                                             |
| 2015 | Scholarships What a Time to Be Alive                          | — | — | — | — | US69 Platin · (7 Wo.)US | — | Charteinstieg: 10. Oktober 2015 mit Future                                             |
| 2015 | Live From the Gutter What a Time to Be Alive                  | — | — | — | — | US74 (5 Wo.)US | — | Charteinstieg: 10. Oktober 2015 mit Future                                             |
| 2015 | I’m the Plug What a Time to Be Alive                          | — | — | — | — | US76 (5 Wo.)US | — | Charteinstieg: 10. Oktober 2015 mit Future                                             |
| 2015 | Plastic Bag What a Time to Be Alive                           | — | — | — | — | US78 (2 Wo.)US | — | Charteinstieg: 10. Oktober 2015 mit Future                                             |
| 2015 | Change Locations What a Time to Be Alive                      | — | — | — | — | US82 (3 Wo.)US | — | Charteinstieg: 10. Oktober 2015 mit Future                                             |
| 2015 | 30 for 30 Freestyle What a Time to Be Alive                   | — | — | — | — | US88 (2 Wo.)US | — | Charteinstieg: 10. Oktober 2015 mit Future                                             |
| 2016 | Childs Play Views                                             | — | — | — | UK77 Silber · (3 Wo.)UK | US49 Platin · (14 Wo.)US | — | Charteinstieg: 21. Mai 2016                                                            |
| 2016 | Hype Views                                                    | — | — | — | UK70 Silber · (3 Wo.)UK | US33 Platin · (10 Wo.)US | — | Charteinstieg: 21. Mai 2016                                                            |
| 2016 | Still Here Views                                              | — | — | — | UK78 Silber · (3 Wo.)UK | US40 Platin · (10 Wo.)US | — | Charteinstieg: 21. Mai 2016                                                            |
| 2016 | Grammys Views                                                 | — | — | — | UK68 Silber · (4 Wo.)UK | US38 Platin · (9 Wo.)US | — | Charteinstieg: 21. Mai 2016 feat. Future                                               |
| 2016 | With You Views                                                | — | — | — | UK55 Silber · (8 Wo.)UK | US47 Platin · (7 Wo.)US | — | Charteinstieg: 21. Mai 2016 feat. PartyNextDoor                                        |
| 2016 | Feel No Ways Views                                            | — | — | — | UK62 Gold · (4 Wo.)UK | US53 Platin · (6 Wo.)US | — | Charteinstieg: 21. Mai 2016                                                            |
| 2016 | 9 Views                                                       | — | — | — | UK84 Silber · (2 Wo.)UK | US45 Platin · (5 Wo.)US | — | Charteinstieg: 21. Mai 2016                                                            |
| 2016 | U With Me? Views                                              | — | — | — | UK72 Silber · (3 Wo.)UK | US44 Platin · (4 Wo.)US | — | Charteinstieg: 21. Mai 2016                                                            |
| 2016 | Fire & Desire Views                                           | — | — | — | UK88 Gold · (1 Wo.)UK | US75 Platin · (4 Wo.)US | — | Charteinstieg: 21. Mai 2016                                                            |
| 2016 | Redemption Views                                              | — | — | — | UK99 Silber · (1 Wo.)UK | US61 Platin · (3 Wo.)US | — | Charteinstieg: 21. Mai 2016                                                            |
| 2016 | Weston Road Flows Views                                       | — | — | — | UK93 Silber · (2 Wo.)UK | US54 (2 Wo.)US | — | Charteinstieg: 21. Mai 2016                                                            |
| 2016 | Keep the Family Close Views                                   | — | — | — | UK90 (2 Wo.)UK | US68 (2 Wo.)US | — | Charteinstieg: 21. Mai 2016                                                            |
| 2016 | Faithful Views                                                | — | — | — | — | US72 (2 Wo.)US | — | Charteinstieg: 21. Mai 2016 feat. Pimp C & dvsn                                        |
| 2016 | Views                                                         | — | — | — | — | US86 (1 Wo.)US | — | Charteinstieg: 21. Mai 2016                                                            |
| 2017 | Free Smoke More Life                                          | DE81 (1 Wo.)DE | — | CH34 (1 Wo.)CH | UK36 Silber · (4 Wo.)UK | US18 Platin · (4 Wo.)US | — | Charteinstieg: 8. April 2017 Radioauskopplung: 18. April 2017                          |
| 2017 | Portland More Life                                            | DE77 (2 Wo.)DE | AT64 (2 Wo.)AT | CH31 (4 Wo.)CH | UK27 Platin · (8 Wo.)UK | US9 ×2Doppelplatin · (16 Wo.)US | CA35 (2 Wo.)CA | Charteinstieg: 8. April 2017 Radioauskopplung: 16. Mai 2017 feat. Quavo & Travis Scott |
| 2017 | Get It Together More Life                                     | DE67 (2 Wo.)DE | — | — | UK24 Platin · (7 Wo.)UK | US45 (2 Wo.)US | — | Charteinstieg: 8. April 2017 feat. Jorja Smith & Black Coffee                          |
| 2017 | Blem More Life                                                | DE73 (2 Wo.)DE | AT69 (2 Wo.)AT | CH36 (4 Wo.)CH | UK10 Platin · (15 Wo.)UK | US38 Platin · (4 Wo.)US | — | Charteinstieg: 8. April 2017                                                           |
| 2017 | Madiba Riddim More Life                                       | DE98 (1 Wo.)DE | — | — | UK31 Silber · (5 Wo.)UK | US51 (2 Wo.)US | — | Charteinstieg: 8. April 2017                                                           |
| 2017 | KMT More Life                                                 | — | — | — | UK9 Platin · (11 Wo.)UK | US48 (2 Wo.)US | — | Charteinstieg: 8. April 2017 feat. Giggs                                               |
| 2017 | No Long Talk More Life                                        | — | — | — | UK17 Silber · (5 Wo.)UK | US40 (2 Wo.)US | — | Charteinstieg: 8. April 2017 feat. Giggs                                               |
| 2017 | Gyalchester More Life                                         | — | — | — | UK32 Gold · (6 Wo.)UK | US29 Platin · (11 Wo.)US | — | Charteinstieg: 8. April 2017 feat. Giggs                                               |
| 2017 | Skepta Interlude More Life                                    | — | — | — | UK35 Silber · (4 Wo.)UK | US76 (1 Wo.)US | — | Charteinstieg: 8. April 2017 feat. Skepta                                              |
| 2017 | Teenage Fever More Life                                       | — | — | — | UK37 Platin · (4 Wo.)UK | US35 Platin · (4 Wo.)US | — | Charteinstieg: 8. April 2017                                                           |
| 2017 | 4422 More Life                                                | — | — | — | UK39 Silber · (4 Wo.)UK | US50 (2 Wo.)US | — | Charteinstieg: 8. April 2017 feat. Sampha                                              |
| 2017 | Jorja Interlude More Life                                     | — | — | — | UK42 Silber · (4 Wo.)UK | US49 (2 Wo.)US | — | Charteinstieg: 8. April 2017                                                           |
| 2017 | Sacrifices More Life                                          | — | — | — | UK51 Silber · (3 Wo.)UK | US36 (3 Wo.)US | — | Charteinstieg: 8. April 2017 feat. 2 Chainz & Young Thug                               |
| 2017 | Lose You More Life                                            | — | — | — | UK54 (3 Wo.)UK | US64 (1 Wo.)US | — | Charteinstieg: 8. April 2017                                                           |
| 2017 | Glow More Life                                                | — | — | — | UK55 (2 Wo.)UK | US54 (2 Wo.)US | — | Charteinstieg: 8. April 2017 feat. Kanye West                                          |
| 2017 | Can’t Have Everything More Life                               | — | — | — | UK58 (2 Wo.)UK | US82 (2 Wo.)US | — | Charteinstieg: 8. April 2017                                                           |
| 2017 | Do Not Disturb More Life                                      | — | — | — | UK61 Platin · (3 Wo.)UK | US60 Platin · (2 Wo.)US | — | Charteinstieg: 8. April 2017                                                           |
| 2017 | Nothings into Somethings More Life                            | — | — | — | UK62 (2 Wo.)UK | US61 (2 Wo.)US | — | Charteinstieg: 8. April 2017                                                           |
| 2017 | Since Way Back More Life                                      | — | — | — | UK63 (2 Wo.)UK | US70 (1 Wo.)US | — | Charteinstieg: 8. April 2017 feat. PartyNextDoor                                       |
| 2017 | Ice Melts More Life                                           | — | — | — | UK65 (2 Wo.)UK | US62 (2 Wo.)US | — | Charteinstieg: 8. April 2017 feat. Young Thug                                          |
| 2018 | Elevate Scorpion                                              | DE67 (1 Wo.)DE | AT58 (1 Wo.)AT | — | UK— SilberUK | US14 (3 Wo.)US | CA— GoldCA | Charteinstieg: 6. Juli 2018                                                            |
| 2018 | Emotionless Scorpion                                          | DE68 (1 Wo.)DE | AT52 (1 Wo.)AT | — | UK5 Silber · (1 Wo.)UK | US8 (4 Wo.)US | CA— GoldCA | Charteinstieg: 6. Juli 2018                                                            |
| 2018 | Survival Scorpion                                             | DE73 (1 Wo.)DE | AT59 (1 Wo.)AT | — | — | US17 (2 Wo.)US | — | Charteinstieg: 6. Juli 2018                                                            |
| 2018 | 8 Out of 10 Scorpion                                          | DE74 (1 Wo.)DE | AT64 (1 Wo.)AT | — | — | US21 (3 Wo.)US | — | Charteinstieg: 6. Juli 2018                                                            |
| 2018 | Talk Up Scorpion                                              | DE83 (1 Wo.)DE | AT71 (1 Wo.)AT | — | — | US20 (3 Wo.)US | — | Charteinstieg: 6. Juli 2018 feat. Jay-Z                                                |
| 2018 | Can’t Take a Joke Scorpion                                    | — | — | — | UK— SilberUK | US18 (4 Wo.)US | CA— GoldCA | Charteinstieg: 14. Juli 2018                                                           |
| 2018 | Sandra’s Rose Scorpion                                        | — | — | — | — | US27 (2 Wo.)US | — | Charteinstieg: 14. Juli 2018                                                           |
| 2018 | Summer Games Scorpion                                         | — | — | — | — | US28 (2 Wo.)US | — | Charteinstieg: 14. Juli 2018                                                           |
| 2018 | Blue Tint Scorpion                                            | — | — | — | UK— SilberUK | US30 (3 Wo.)US | — | Charteinstieg: 14. Juli 2018                                                           |
| 2018 | Jaded Scorpion                                                | — | — | — | UK— SilberUK | US32 (2 Wo.)US | — | Charteinstieg: 14. Juli 2018                                                           |
| 2018 | Is There More Scorpion                                        | — | — | — | — | US36 (2 Wo.)US | — | Charteinstieg: 14. Juli 2018                                                           |
| 2018 | That’s How You Feel Scorpion                                  | — | — | — | UK— SilberUK | US37 (2 Wo.)US | — | Charteinstieg: 14. Juli 2018                                                           |
| 2018 | Peak Scorpion                                                 | — | — | — | — | US38 (2 Wo.)US | — | Charteinstieg: 14. Juli 2018                                                           |
| 2018 | After Dark Scorpion                                           | — | — | — | — | US41 (3 Wo.)US | — | Charteinstieg: 14. Juli 2018 feat. Ty Dolla Sign & Static Major                        |
| 2018 | Finesse Scorpion                                              | — | — | — | UK— GoldUK | US42 (2 Wo.)US | — | Charteinstieg: 14. Juli 2018                                                           |
| 2018 | Ratchet Happy Birthday Scorpion                               | — | — | — | — | US51 (1 Wo.)US | — | Charteinstieg: 14. Juli 2018                                                           |
| 2018 | Final Fantasy Scorpion                                        | — | — | — | — | US56 (1 Wo.)US | — | Charteinstieg: 14. Juli 2018                                                           |
| 2018 | March 14 Scorpion                                             | — | — | — | — | US57 (1 Wo.)US | — | Charteinstieg: 14. Juli 2018                                                           |
| 2019 | How Bout Now Care Package                                     | — | — | — | UK50 (1 Wo.)UK | US60 (1 Wo.)US | — | Charteinstieg: 9. August 2019                                                          |
| 2019 | 4PM in Calabasas Care Package                                 | — | — | — | UK72 (1 Wo.)UK | — | — | Charteinstieg: 9. August 2019                                                          |
| 2019 | Trust Issues Care Package                                     | — | — | — | UK— GoldUK | US58 (1 Wo.)US | — | Charteinstieg: 17. August 2019                                                         |
| 2019 | The Motion Care Package                                       | — | — | — | — | US61 (1 Wo.)US | — | Charteinstieg: 17. August 2019                                                         |
| 2019 | Dreams Money Can Buy Care Package                             | — | — | — | — | US68 (1 Wo.)US | — | Charteinstieg: 17. August 2019                                                         |
| 2019 | Club Paradise Care Package                                    | — | — | — | — | US85 (1 Wo.)US | — | Charteinstieg: 17. August 2019                                                         |
| 2019 | Days in the East Care Package                                 | — | — | — | — | US95 (1 Wo.)US | — | Charteinstieg: 17. August 2019                                                         |
| 2019 | Behind Barz Top Boy OST                                       | — | — | — | UK49 Silber · (6 Wo.)UK | US75 Platin · (2 Wo.)US | CA50 (1 Wo.)CA | Charteinstieg: 20. September 2019                                                      |
| 2020 | Demons Dark Lane Demo Tapes                                   | — | — | — | — | US34 (2 Wo.)US | — | Charteinstieg: 10. Mai 2020 feat. Fivio Foreign & Sosa Geek                            |
| 2020 | Pain 1993 Dark Lane Demo Tapes                                | — | AT47 (1 Wo.)AT | CH22 (1 Wo.)CH | UK17 Silber · (3 Wo.)UK | US7 (3 Wo.)US | — | Charteinstieg: 10. Mai 2020 feat. Playboi Carti                                        |
| 2020 | D4L Dark Lane Demo Tapes                                      | — | — | CH73 (1 Wo.)CH | — | US19 (2 Wo.)US | — | Charteinstieg: 10. Mai 2020 mit Future & Young Thug                                    |
| 2020 | Time Flies Dark Lane Demo Tapes                               | — | — | — | UK— SilberUK | US30 (2 Wo.)US | — | Charteinstieg: 16. Mai 2020                                                            |
| 2020 | Desires Dark Lane Demo Tapes                                  | — | — | — | — | US27 (2 Wo.)US | — | Charteinstieg: 16. Mai 2020 feat. Future                                               |
| 2020 | Not You Too Dark Lane Demo Tapes                              | — | — | — | UK— SilberUK | US25 (1 Wo.)US | — | Charteinstieg: 16. Mai 2020 feat. Chris Brown                                          |
| 2020 | Deep Pockets Dark Lane Demo Tapes                             | — | — | — | — | US32 (1 Wo.)US | — | Charteinstieg: 16. Mai 2020                                                            |
| 2020 | War Dark Lane Demo Tapes                                      | — | — | — | — | US52 (1 Wo.)US | — | Charteinstieg: 16. Mai 2020                                                            |
| 2020 | Landed Dark Lane Demo Tapes                                   | — | — | — | — | US39 (1 Wo.)US | — | Charteinstieg: 16. Mai 2020                                                            |
| 2020 | When to Say When Dark Lane Demo Tapes                         | — | — | — | — | US35 (1 Wo.)US | — | Charteinstieg: 16. Mai 2020                                                            |
| 2020 | From Florida with Love Dark Lane Demo Tapes                   | — | — | — | — | US45 (1 Wo.)US | — | Charteinstieg: 16. Mai 2020                                                            |
| 2020 | Losses Dark Lane Demo Tapes                                   | — | — | — | — | US51 (1 Wo.)US | — | Charteinstieg: 16. Mai 2020                                                            |
| 2020 | Mr. Right Now Savage Mode II                                  | — | — | CH48 (2 Wo.)CH | UK28 (4 Wo.)UK | US10 ×2Doppelplatin · (18 Wo.)US | CA— GoldCA | Charteinstieg: 11. Oktober 2020 21 Savage & Metro Boomin feat. Drake                   |
| 2021 | Wants and Needs Scary Hours 2                                 | DE58 (1 Wo.)DE | AT38 (1 Wo.)AT | CH24 (2 Wo.)CH | UK10 Gold · (13 Wo.)UK | US2 ×5Fünffachplatin · (21 Wo.)US | CA3 (1 Wo.)CA | Charteinstieg: 12. März 2021 feat. Lil Baby                                            |
| 2021 | Lemon Pepper Freestyle Scary Hours 2                          | DE76 (1 Wo.)DE | AT56 (1 Wo.)AT | CH32 (2 Wo.)CH | UK6 Silber · (9 Wo.)UK | US3 (5 Wo.)US | CA6 (1 Wo.)CA | Charteinstieg: 12. März 2021 feat. Rick Ross                                           |
| 2021 | Seeing Green Beam Me Up Scotty (2021 Re-Release)              | — | — | — | UK42 (2 Wo.)UK | US12 (4 Wo.)US | CA24 (1 Wo.)CA | Charteinstieg: 27. Mai 2021 mit Nicki Minaj & Lil Wayne                                |
| 2021 | Fair Trade Certified Lover Boy                                | DE45 (3 Wo.)DE | AT11 (5 Wo.)AT | CH7 (8 Wo.)CH | UK3 Platin · (9 Wo.)UK | US3 (17 Wo.)US | CA11 (1 Wo.)CA | Charteinstieg: 12. September 2021 feat. Travis Scott                                   |
| 2021 | Champagne Poetry Certified Lover Boy                          | — | — | — | UK5 Silber · (1 Wo.)UK | US4 (7 Wo.)US | — | Charteinstieg: 16. September 2021                                                      |
| 2021 | In the Bible Certified Lover Boy                              | — | — | — | UK— SilberUK | US7 (8 Wo.)US | CA— PlatinCA | Charteinstieg: 18. September 2021 feat. Lil Durk & Giveon                              |
| 2021 | Papi’s Home Certified Lover Boy                               | — | — | — | — | US8 (4 Wo.)US | — | Charteinstieg: 18. September 2021                                                      |
| 2021 | TSU Certified Lover Boy                                       | — | — | — | UK— SilberUK | US9 (5 Wo.)US | — | Charteinstieg: 18. September 2021                                                      |
| 2021 | Love All Certified Lover Boy                                  | — | — | — | UK— SilberUK | US10 (5 Wo.)US | — | Charteinstieg: 18. September 2021 feat. Jay-Z                                          |
| 2021 | No Friends in the Industry Certified Lover Boy                | — | — | — | — | US11 (8 Wo.)US | CA31 (1 Wo.)CA | Charteinstieg: 18. September 2021                                                      |
| 2021 | N 2 Deep Certified Lover Boy                                  | — | — | — | — | US12 (4 Wo.)US | — | Charteinstieg: 18. September 2021 feat. Future                                         |
| 2021 | Pipe Down Certified Lover Boy                                 | — | — | — | UK— SilberUK | US14 (4 Wo.)US | — | Charteinstieg: 18. September 2021                                                      |
| 2021 | 7am on Bridle Path Certified Lover Boy                        | — | — | — | — | US16 (3 Wo.)US | — | Charteinstieg: 18. September 2021                                                      |
| 2021 | Race My Mind Certified Lover Boy                              | — | — | — | — | US18 (3 Wo.)US | — | Charteinstieg: 18. September 2021                                                      |
| 2021 | IMY2 Certified Lover Boy                                      | — | — | — | — | US22 (2 Wo.)US | — | Charteinstieg: 18. September 2021 feat. Kid Cudi                                       |
| 2021 | Yebba’s Heartbreak Certified Lover Boy                        | — | — | — | UK— GoldUK | US24 (2 Wo.)US | — | Charteinstieg: 18. September 2021 feat. Yebba                                          |
| 2021 | You Only Live Twice Certified Lover Boy                       | — | — | — | — | US25 (2 Wo.)US | — | Charteinstieg: 18. September 2021 feat. Lil Wayne & Rick Ross                          |
| 2021 | Fountains Certified Lover Boy                                 | — | — | — | UK— SilberUK | US26 (2 Wo.)US | — | Charteinstieg: 18. September 2021 feat. Tems                                           |
| 2021 | Get Along Better Certified Lover Boy                          | — | — | — | — | US27 (2 Wo.)US | — | Charteinstieg: 18. September 2021 feat. Ty Dolla Sign                                  |
| 2021 | Fucking Fans Certified Lover Boy                              | — | — | — | — | US32 (1 Wo.)US | — | Charteinstieg: 18. September 2021                                                      |
| 2021 | The Remorse Certified Lover Boy                               | — | — | — | — | US35 (1 Wo.)US | — | Charteinstieg: 18. September 2021                                                      |
| 2022 | Jimmy Cooks Honestly, Nevermind                               | DE34 (5 Wo.)DE | AT12 (5 Wo.)AT | CH5 (17 Wo.)CH | UK7 Platin · (10 Wo.)UK | US1 ×3Dreifachplatin · (25 Wo.)US | CA15 (1 Wo.)CA | Charteinstieg: 26. Juni 2022 feat. 21 Savage                                           |
| 2022 | Falling Back Honestly, Nevermind                              | — | AT51 (1 Wo.)AT | CH14 (1 Wo.)CH | UK10 (1 Wo.)UK | US7 (2 Wo.)US | — | Charteinstieg: 26. Juni 2022                                                           |
| 2022 | Texts Go Green Honestly, Nevermind                            | — | — | — | — | US13 (2 Wo.)US | — | Charteinstieg: 2. Juli 2022                                                            |
| 2022 | Calling My Name Honestly, Nevermind                           | — | — | — | — | US20 (1 Wo.)US | — | Charteinstieg: 2. Juli 2022                                                            |
| 2022 | A Keeper Honestly, Nevermind                                  | — | — | — | — | US21 (1 Wo.)US | — | Charteinstieg: 2. Juli 2022                                                            |
| 2022 | Currents Honestly, Nevermind                                  | — | — | — | — | US23 (1 Wo.)US | — | Charteinstieg: 2. Juli 2022                                                            |
| 2022 | Flight’s Booked Honestly, Nevermind                           | — | — | — | — | US28 (1 Wo.)US | — | Charteinstieg: 2. Juli 2022                                                            |
| 2022 | Overdrive Honestly, Nevermind                                 | — | — | — | — | US42 (1 Wo.)US | — | Charteinstieg: 2. Juli 2022                                                            |
| 2022 | Liability Honestly, Nevermind                                 | — | — | — | — | US47 (1 Wo.)US | — | Charteinstieg: 2. Juli 2022                                                            |
| 2022 | Down Hill Honestly, Nevermind                                 | — | — | — | — | US62 (1 Wo.)US | — | Charteinstieg: 2. Juli 2022                                                            |
| 2022 | Tie That Binds Honestly, Nevermind                            | — | — | — | — | US66 (1 Wo.)US | — | Charteinstieg: 2. Juli 2022                                                            |
| 2022 | Rich Flex Her Loss                                            | DE42 (5 Wo.)DE | AT10 (5 Wo.)AT | CH4 (12 Wo.)CH | UK3 Platin · (16 Wo.)UK | US2 (28 Wo.)US | CA37 (1 Wo.)CA | Charteinstieg: 13. November 2022 mit 21 Savage                                         |
| 2022 | Major Distribution Her Loss                                   | — | AT18 (1 Wo.)AT | CH10 (2 Wo.)CH | UK5 (4 Wo.)UK | US3 (7 Wo.)US | — | Charteinstieg: 13. November 2022 mit 21 Savage                                         |
| 2022 | Pussy & Millions Her Loss                                     | — | AT23 (1 Wo.)AT | CH12 (2 Wo.)CH | — | US6 (7 Wo.)US | — | Charteinstieg: 13. November 2022 mit 21 Savage feat. Travis Scott                      |
| 2022 | Circo Loco Her Loss                                           | — | — | — | UK7 Silber · (4 Wo.)UK | US8 (13 Wo.)US | CA39 (1 Wo.)CA | Charteinstieg: 17. November 2022 mit 21 Savage                                         |
| 2022 | On BS Her Loss                                                | — | — | — | — | US4 (8 Wo.)US | — | Charteinstieg: 19. November 2022 mit 21 Savage                                         |
| 2022 | Spin Bout U Her Loss                                          | — | — | — | UK— SilberUK | US5 (29 Wo.)US | CA— ×2DoppelplatinCA | Charteinstieg: 19. November 2022 mit 21 Savage                                         |
| 2022 | Privileged Rappers Her Loss                                   | — | — | — | — | US7 (4 Wo.)US | — | Charteinstieg: 19. November 2022 mit 21 Savage                                         |
| 2022 | BackOutsideBoyz Her Loss                                      | — | — | — | — | US9 (4 Wo.)US | — | Charteinstieg: 19. November 2022                                                       |
| 2022 | Hours in Silence Her Loss                                     | — | — | — | — | US11 (4 Wo.)US | — | Charteinstieg: 19. November 2022 mit 21 Savage                                         |
| 2022 | Broke Boys Her Loss                                           | — | — | — | — | US12 (4 Wo.)US | — | Charteinstieg: 19. November 2022 mit 21 Savage                                         |
| 2022 | Treacherous Twins Her Loss                                    | — | — | — | — | US14 (3 Wo.)US | — | Charteinstieg: 19. November 2022 mit 21 Savage                                         |
| 2022 | Middle of the Ocean Her Loss                                  | — | — | — | — | US15 (3 Wo.)US | — | Charteinstieg: 19. November 2022                                                       |
| 2022 | Jumbotron Shit Poppin Her Loss                                | — | — | — | — | US16 (4 Wo.)US | — | Charteinstieg: 19. November 2022                                                       |
| 2022 | More M’s Her Loss                                             | — | — | — | — | US18 (3 Wo.)US | — | Charteinstieg: 19. November 2022 mit 21 Savage                                         |
| 2022 | I Guess It’s Fuck Me Her Loss                                 | — | — | — | — | US19 (2 Wo.)US | — | Charteinstieg: 19. November 2022                                                       |
| 2023 | Gently For All the Dogs                                       | DE94 (1 Wo.)DE | — | CH49 (1 Wo.)CH | — | US12 (3 Wo.)US | CA25 (1 Wo.)CA | Charteinstieg: 13. Oktober 2023 feat. Bad Bunny                                        |
| 2023 | First Person Shooter For All the Dogs                         | DE— cDE | AT38 (1 Wo.)AT | CH10 (3 Wo.)CH | UK4 Silber · (11 Wo.)UK | US1 (20 Wo.)US | CA15 (1 Wo.)CA | Charteinstieg: 15. Oktober 2023 feat. J. Cole                                          |
| 2023 | IDGAF For All the Dogs                                        | DE62 (2 Wo.)DE | AT16 (4 Wo.)AT | CH6 (7 Wo.)CH | UK5 Silber · (9 Wo.)UK | US2 (20 Wo.)US | CA35 ×2Doppelplatin · (1 Wo.)CA | Charteinstieg: 15. Oktober 2023 feat. Yeat                                             |
| 2023 | Virginia Beach For All the Dogs                               | — | AT42 (1 Wo.)AT | CH11 (1 Wo.)CH | UK6 Silber · (1 Wo.)UK | US3 (14 Wo.)US | — | Charteinstieg: 15. Oktober 2023                                                        |
| 2023 | Calling for You For All the Dogs                              | — | — | — | — | US5 (4 Wo.)US | — | Charteinstieg: 21. Oktober 2023 feat. 21 Savage                                        |
| 2023 | Daylight For All the Dogs                                     | — | — | — | — | US8 (3 Wo.)US | — | Charteinstieg: 21. Oktober 2023                                                        |
| 2023 | Fear of Heights For All the Dogs                              | — | — | — | — | US10 (3 Wo.)US | — | Charteinstieg: 21. Oktober 2023                                                        |
| 2023 | Rich Baby Daddy For All the Dogs                              | DE68 (4 Wo.)DE | — | CH81 (2 Wo.)CH | UK10 Platin · (23 Wo.)UK | US11 (22 Wo.)US | CA— ×2DoppelplatinCA | Charteinstieg: 21. Oktober 2023 feat. Sexyy Red & SZA                                  |
| 2023 | Amen For All the Dogs                                         | — | — | — | — | US15 (2 Wo.)US | — | Charteinstieg: 21. Oktober 2023 feat. Teezo Touchdown                                  |
| 2023 | 7969 Santa For All the Dogs                                   | — | — | — | — | US16 (2 Wo.)US | — | Charteinstieg: 21. Oktober 2023                                                        |
| 2023 | 8AM in Charlotte For All the Dogs                             | — | — | — | — | US17 (3 Wo.)US | — | Charteinstieg: 21. Oktober 2023                                                        |
| 2023 | What Would Pluto Do For All the Dogs                          | — | — | — | — | US18 (3 Wo.)US | — | Charteinstieg: 21. Oktober 2023                                                        |
| 2023 | Bahamas Promises For All the Dogs                             | — | — | — | — | US20 (3 Wo.)US | — | Charteinstieg: 21. Oktober 2023                                                        |
| 2023 | Tried Our Best For All the Dogs                               | — | — | — | — | US21 (2 Wo.)US | — | Charteinstieg: 21. Oktober 2023                                                        |
| 2023 | Members Only For All the Dogs                                 | — | — | — | — | US24 (3 Wo.)US | — | Charteinstieg: 21. Oktober 2023 feat. PartyNextDoor                                    |
| 2023 | All the Parties For All the Dogs                              | — | — | — | — | US26 (2 Wo.)US | — | Charteinstieg: 21. Oktober 2023 feat. Chief Keef                                       |
| 2023 | Drew a Picasso For All the Dogs                               | — | — | — | — | US27 (2 Wo.)US | — | Charteinstieg: 21. Oktober 2023                                                        |
| 2023 | Another Late Night For All the Dogs                           | — | — | — | — | US29 (2 Wo.)US | — | Charteinstieg: 21. Oktober 2023 feat. Lil Yachty                                       |
| 2023 | Away from Home For All the Dogs                               | — | — | — | — | US32 (1 Wo.)US | — | Charteinstieg: 21. Oktober 2023                                                        |
| 2023 | BBL Love Interlude For All the Dogs                           | — | — | — | — | US36 (1 Wo.)US | — | Charteinstieg: 21. Oktober 2023                                                        |
| 2023 | Polar Opposites For All the Dogs                              | — | — | — | — | US37 (1 Wo.)US | — | Charteinstieg: 21. Oktober 2023                                                        |
| 2023 | Screw the World Interlude For All the Dogs                    | — | — | — | — | US42 (1 Wo.)US | — | Charteinstieg: 21. Oktober 2023                                                        |
| 2023 | You Broke My Heart For All the Dogs Scary Hours Edition       | — | — | — | UK26 (1 Wo.)UK | US11 (19 Wo.)US | — | Charteinstieg: 30. November 2023                                                       |
| 2023 | Evil Ways For All the Dogs Scary Hours Edition                | — | — | — | — | US26 (1 Wo.)US | — | Charteinstieg: 2. Dezember 2023 feat. J. Cole                                          |
| 2023 | Red Button For All the Dogs Scary Hours Edition               | — | — | — | — | US51 (1 Wo.)US | — | Charteinstieg: 2. Dezember 2023                                                        |
| 2023 | The Shoe Fits For All the Dogs Scary Hours Edition            | — | — | — | — | US52 (1 Wo.)US | — | Charteinstieg: 2. Dezember 2023                                                        |
| 2023 | Stories About My Brother For All the Dogs Scary Hours Edition | — | — | — | — | US58 (1 Wo.)US | — | Charteinstieg: 2. Dezember 2023                                                        |
| 2023 | Wick Man For All the Dogs Scary Hours Edition                 | — | — | — | — | US71 (1 Wo.)US | — | Charteinstieg: 2. Dezember 2023                                                        |
| 2024 | Practice Take Care                                            | — | — | — | UK27 Gold · (4 Wo.)UK | US— PlatinUS | — | Charteinstieg: 18. Januar 2024                                                         |
| 2024 | It’s Up 100 Gigs                                              | — | — | — | UK82 (2 Wo.)UK | US28 (5 Wo.)US | — | Charteinstieg: 22. August 2024 feat. Young Thug & 21 Savage                            |
| 2024 | Blue Green Red 100 Gigs                                       | — | — | — | UK87 (3 Wo.)UK | US63 (1 Wo.)US | — | Charteinstieg: 22. August 2024                                                         |
| 2024 | Housekeeping Knows 100 Gigs                                   | — | — | — | — | US85 (1 Wo.)US | — | Charteinstieg: 24. August 2024 feat. Latto                                             |
| 2024 | Circadian Rhythm 100 Gigs                                     | — | — | — | UK71 (3 Wo.)UK | US59 (4 Wo.)US | — | Charteinstieg: 12. September 2024                                                      |
| 2024 | No Face 100 Gigs                                              | — | — | — | — | US60 (3 Wo.)US | — | Charteinstieg: 14. September 2024                                                      |
| 2025 | Nokia Some Sexy Songs 4 U                                     | — | — | CH56 (6 Wo.)CH | UK10 Silber · (20 Wo.)UK | US2 (… Wo.)US | — | Charteinstieg: 27. Februar 2025                                                        |
| 2025 | Gimme a Hug Some Sexy Songs 4 U                               | — | — | — | UK21 (3 Wo.)UK | US6 (11 Wo.)US | — | Charteinstieg: 27. Februar 2025                                                        |
| 2025 | CN Tower Some Sexy Songs 4 U                                  | — | — | CH91 (1 Wo.)CH | UK22 (1 Wo.)UK | US18 (3 Wo.)US | — | Charteinstieg: 27. Februar 2025 mit PartyNextDoor                                      |
| 2025 | Die Trying Some Sexy Songs 4 U                                | — | — | — | UK42 (7 Wo.)UK | US21 (12 Wo.)US | — | Charteinstieg: 1. März 2025 mit PartyNextDoor feat. Yebba                              |
| 2025 | Something About You Some Sexy Songs 4 U                       | — | — | — | — | US26 (3 Wo.)US | — | Charteinstieg: 1. März 2025 mit PartyNextDoor                                          |
| 2025 | Moth Balls Some Sexy Songs 4 U                                | — | — | — | — | US29 (2 Wo.)US | — | Charteinstieg: 1. März 2025 mit PartyNextDoor                                          |
| 2025 | Somebody Loves Me Some Sexy Songs 4 U                         | — | — | — | — | US30 (20 Wo.)US | — | Charteinstieg: 1. März 2025 mit PartyNextDoor                                          |
| 2025 | Spider-Man Superman Some Sexy Songs 4 U                       | — | — | — | — | US35 (2 Wo.)US | — | Charteinstieg: 1. März 2025 mit PartyNextDoor                                          |
| 2025 | Crying In Chanel Some Sexy Songs 4 U                          | — | — | — | — | US37 (1 Wo.)US | — | Charteinstieg: 1. März 2025                                                            |
| 2025 | Small Town Fame Some Sexy Songs 4 U                           | — | — | — | — | US40 (1 Wo.)US | — | Charteinstieg: 1. März 2025                                                            |
| 2025 | Raining In Houston Some Sexy Songs 4 U                        | — | — | — | — | US43 (1 Wo.)US | — | Charteinstieg: 1. März 2025                                                            |
| 2025 | Pimmie’s Dilemma Some Sexy Songs 4 U                          | — | — | — | — | US45 (2 Wo.)US | — | Charteinstieg: 1. März 2025 mit PartyNextDoor                                          |
| 2025 | Brian Steel Some Sexy Songs 4 U                               | — | — | — | — | US47 (1 Wo.)US | — | Charteinstieg: 1. März 2025                                                            |
| 2025 | Lasers Some Sexy Songs 4 U                                    | — | — | — | — | US60 (1 Wo.)US | — | Charteinstieg: 1. März 2025 mit PartyNextDoor                                          |
| 2025 | Meet Your Padre Some Sexy Songs 4 U                           | — | — | — | — | US63 (1 Wo.)US | — | Charteinstieg: 1. März 2025 mit PartyNextDoor feat. Chino Pacas                        |
| 2025 | Celibacy Some Sexy Songs 4 U                                  | — | — | — | — | US66 (1 Wo.)US | — | Charteinstieg: 1. März 2025 mit PartyNextDoor                                          |
| 2025 | Greedy Some Sexy Songs 4 U                                    | — | — | — | — | US70 (1 Wo.)US | — | Charteinstieg: 1. März 2025 mit PartyNextDoor                                          |
| 2025 | When He’s Gone Some Sexy Songs 4 U                            | — | — | — | — | US73 (1 Wo.)US | — | Charteinstieg: 1. März 2025 mit PartyNextDoor                                          |
| 2025 | OMW Some Sexy Songs 4 U                                       | — | — | — | — | US74 (1 Wo.)US | — | Charteinstieg: 1. März 2025 mit PartyNextDoor                                          |
| 2025 | Glorious Some Sexy Songs 4 U                                  | — | — | — | — | US83 (1 Wo.)US | — | Charteinstieg: 1. März 2025 mit PartyNextDoor                                          |

### Als Gastmusiker
| Jahr | Titel Album                                               | Höchstplatzierung, Gesamtwochen, AuszeichnungChartplatzierungen (Jahr, Titel, Album, Platzierungen, Wochen, Auszeichnungen, Anmerkungen) | Höchstplatzierung, Gesamtwochen, AuszeichnungChartplatzierungen (Jahr, Titel, Album, Platzierungen, Wochen, Auszeichnungen, Anmerkungen) | Höchstplatzierung, Gesamtwochen, AuszeichnungChartplatzierungen (Jahr, Titel, Album, Platzierungen, Wochen, Auszeichnungen, Anmerkungen) | Höchstplatzierung, Gesamtwochen, AuszeichnungChartplatzierungen (Jahr, Titel, Album, Platzierungen, Wochen, Auszeichnungen, Anmerkungen) | Höchstplatzierung, Gesamtwochen, AuszeichnungChartplatzierungen (Jahr, Titel, Album, Platzierungen, Wochen, Auszeichnungen, Anmerkungen) | Höchstplatzierung, Gesamtwochen, AuszeichnungChartplatzierungen (Jahr, Titel, Album, Platzierungen, Wochen, Auszeichnungen, Anmerkungen) | Anmerkungen                                                                                  |
| Jahr | Titel Album                                               | DE | AT | CH | UK | US | CA | Anmerkungen                                                                                  |
| --- | --------------------------------------------------------- | --- | --- | --- | --- | --- | --- | -------------------------------------------------------------------------------------------- |
| 2009 | The One Stronger with Each Tear                           | — | — | — | — | US63 (10 Wo.)US | CA60 (1 Wo.)CA | Erstveröffentlichung: 21. Juli 2009 Mary J. Blige feat. Drake                                |
| 2009 | Digital Girl (Remix) Intuition                            | — | — | — | — | US92 (1 Wo.)US | — | Erstveröffentlichung: 4. August 2009 Jamie Foxx feat. Kanye West, The-Dream & Drake          |
| 2009 | Money to Blow Priceless                                   | — | — | — | — | US92 (1 Wo.)US | — | Erstveröffentlichung: 16. September 2009 Birdman feat. Lil Wayne & Drake                     |
| 2009 | I Invented Sex Ready                                      | — | — | — | — | US42 (20 Wo.)US | — | Erstveröffentlichung: 13. Oktober 2009 Trey Songz feat. Drake                                |
| 2009 | Fed Up Victory                                            | — | — | — | — | — | — | Erstveröffentlichung: 29. Oktober 2009 DJ Khaled feat. Usher, Drake, Young Jeezy & Rick Ross |
| 2009 | Say Something Shock Value II                              | — | — | — | — | US23 (20 Wo.)US | — | Erstveröffentlichung: 3. November 2009 Timbaland feat. Drake                                 |
| 2009 | 4 My Town (Play Ball) Priceless                           | — | — | — | — | US90 (3 Wo.)US | — | Erstveröffentlichung: 7. Dezember 2009 Birdman feat. Lil Wayne & Drake                       |
| 2010 | I Get Paper Hook vs. Bridge                               | — | — | — | — | — | CA71 (1 Wo.)CA | Erstveröffentlichung: 20. März 2010 Kevin Cossom feat. Drake                                 |
| 2010 | I’m Single I Am Not a Human Being                         | — | — | — | — | US— PlatinUS | — | Erstveröffentlichung: 11. Mai 2010 Lil Wayne feat. Drake                                     |
| 2010 | Right Above It I Am Not a Human Being                     | — | — | — | UK37 Silber · (3 Wo.)UK | US6 ×6Sechsfachplatin · (24 Wo.)US | CA17 (5 Wo.)CA | Erstveröffentlichung: 17. August 2010 Lil Wayne feat. Drake                                  |
| 2010 | Loving You No More Last Train to Paris                    | — | — | — | — | US91 (2 Wo.)US | — | Erstveröffentlichung: 21. September 2010 Diddy Dirty Money feat. Drake                       |
| 2010 | What Up –                                                 | — | — | — | — | — | — | Erstveröffentlichung: 28. September 2010 Pimp C feat. Drake & Bun B                          |
| 2010 | Aston Martin Music Teflon Don                             | — | — | — | UK— SilberUK | US30 ×3Dreifachplatin · (20 Wo.)US | — | Erstveröffentlichung: 5. Oktober 2010 Rick Ross feat. Chrisette Michele & Drake              |
| 2010 | Gonorrhea I Am Not a Human Being                          | — | — | — | — | US17 Gold · (3 Wo.)US | CA56 (1 Wo.)CA | Erstveröffentlichung: 12. Oktober 2010 Lil Wayne feat. Drake                                 |
| 2010 | What’s My Name? Loud                                      | DE12 Gold · (14 Wo.)DE | AT13 (17 Wo.)AT | CH13 Gold · (22 Wo.)CH | UK1 ×3Dreifachplatin · (31 Wo.)UK | US1 ×6Sechsfachplatin · (22 Wo.)US | CA3 (21 Wo.)CA | Erstveröffentlichung: 26. Oktober 2010 Rihanna feat. Drake                                   |
| 2010 | Fall for Your Type Best Night of My Live                  | — | — | — | — | US50 (18 Wo.)US | — | Erstveröffentlichung: 12. November 2010 Jamie Foxx feat. Drake                               |
| 2010 | Moment 4 Life Pink Friday                                 | — | — | — | UK22 Platin · (15 Wo.)UK | US13 Platin · (23 Wo.)US | CA31 (17 Wo.)CA | Erstveröffentlichung: 7. Dezember 2010 Nicki Minaj feat. Drake                               |
| 2011 | All of the Lights My Beautiful Dark Twisted Fantasy       | DE— GoldDE | AT68 (1 Wo.)AT | CH46 (8 Wo.)CH | UK15 ×2Doppelplatin · (26 Wo.)UK | US18 ×7Siebenfachplatin · (25 Wo.)US | CA40 (14 Wo.)CA | Erstveröffentlichung: 18. Januar 2011 Kanye West feat. Various Artists                       |
| 2011 | Unusual Passion, Pain & Pleasure                          | — | — | — | — | US68 (11 Wo.)US | — | Erstveröffentlichung: 17. Mai 2011 Trey Songz feat. Drake                                    |
| 2011 | I’m on One We the Best Forever                            | — | — | — | UK78 Gold · (4 Wo.)UK | US10 ×5Fünffachplatin · (28 Wo.)US | CA41 (5 Wo.)CA | Erstveröffentlichung: 20. Mai 2011 DJ Khaled feat. Lil Wayne, Rick Ross & Drake              |
| 2011 | Tony Montana Pluto                                        | — | — | — | — | US— GoldUS | — | Erstveröffentlichung: 7. Juli 2011 Future feat. Drake                                        |
| 2011 | She Will Tha Carter IV                                    | — | — | — | UK58 Silber · (2 Wo.)UK | US3 ×4Vierfachplatin · (21 Wo.)US | CA7 (2 Wo.)CA | Erstveröffentlichung: 16. August 2011 Lil Wayne feat. Drake                                  |
| 2011 | It’s Good Tha Carter IV                                   | — | — | — | — | US79 (1 Wo.)US | — | Erstveröffentlichung: 13. September 2011 Lil Wayne feat. Jadakiss & Drake                    |
| 2011 | Still Got It Careless World: Rise of the Last King        | — | — | — | — | US89 (1 Wo.)US | — | Erstveröffentlichung: 4. Oktober 2011 Tyga feat. Drake                                       |
| 2011 | Round of Applause Triple F Life: Friends, Fans and Family | — | — | — | — | US86 (2 Wo.)US | — | Erstveröffentlichung: 14. Oktober 2011 Waka Flocka Flame feat. Drake                         |
| 2011 | Mr. Wrong My Life II … The Journey Continues (Act 1)      | — | — | — | — | US87 (3 Wo.)US | — | Erstveröffentlichung: 28. Oktober 2011 Mary J. Blige feat. Drake                             |
| 2011 | So Good –                                                 | — | — | — | — | — | — | Erstveröffentlichung: 15. November 2011 Shanell feat. Lil Wayne & Drake                      |
| 2012 | Stay Schemin’ Rich Forever                                | — | — | — | UK— SilberUK | US58 Gold · (2 Wo.)US | — | Erstveröffentlichung: 17. April 2012 Rick Ross feat. French Montana & Drake                  |
| 2012 | No Lie Based on a T.R.U. Story                            | — | — | — | — | US24 ×3Dreifachplatin · (26 Wo.)US | — | Erstveröffentlichung: 8. Mai 2012 2 Chainz feat. Drake                                       |
| 2012 | Pop That Excuse My French                                 | — | — | — | — | US36 ×2Doppelplatin · (22 Wo.)US | CA— PlatinCA | Erstveröffentlichung: 15. Juni 2012 French Montana feat. Lil Wayne, Rick Ross & Drake        |
| 2012 | Amen Dreams & Nightmares                                  | — | — | — | — | US57 Gold · (15 Wo.)US | — | Erstveröffentlichung: 19. Juni 2012 Meek Mill feat. Drake                                    |
| 2012 | Enough Said –                                             | — | — | — | — | — | — | Erstveröffentlichung: 5. August 2012 Aaliyah feat. Drake                                     |
| 2012 | Diced Pineapples God Forgives, I Don’t                    | — | — | — | — | US71 Platin · (16 Wo.)US | — | Erstveröffentlichung: 21. August 2012 Rick Ross feat. Wale & Drake                           |
| 2012 | Fuckin’ Problems Long.Live.A$AP                           | DE86 Gold · (3 Wo.)DE | — | CH65 (2 Wo.)CH | UK50 Platin · (8 Wo.)UK | US8 ×8Achtfachplatin · (27 Wo.)US | CA50 Platin · (16 Wo.)CA | Erstveröffentlichung: 24. Oktober 2012 A$AP Rocky feat. Kendrick Lamar, 2 Chainz & Drake     |
| 2012 | The Zone Thursday                                         | — | — | — | — | US— PlatinUS | — | Erstveröffentlichung: 16. November 2012 The Weeknd feat. Drake                               |
| 2013 | Bitches Love Me I Am Not a Human Being II                 | DE93 (1 Wo.)DE | — | CH72 (1 Wo.)CH | UK44 Platin · (6 Wo.)UK | US9 Diamant · (22 Wo.)US | CA26 (8 Wo.)CA | Erstveröffentlichung: 18. Januar 2013 Lil Wayne feat. Future & Drake                         |
| 2013 | Poetic Justice Good Kid, M.A.A.D City                     | — | — | — | UK— GoldUK | US26 ×2Doppelplatin · (24 Wo.)US | — | Erstveröffentlichung: 15. Januar 2013 Kendrick Lamar feat. Drake                             |
| 2013 | Right Here Believe                                        | — | — | — | — | US95 (1 Wo.)US | — | Erstveröffentlichung: 5. Februar 2013 Justin Bieber feat. Drake                              |
| 2013 | No Guns Allowed Reincarnated                              | — | — | — | — | — | — | Erstveröffentlichung: 2. April 2013 Snoop Lion feat. Drake & Cori B                          |
| 2013 | No New Friends Suffering from Success                     | — | — | — | — | US37 Platin · (19 Wo.)US | — | Erstveröffentlichung: 19. April 2013 DJ Khaled feat. Lil Wayne, Rick Ross & Drake            |
| 2013 | Live For Kiss Land                                        | — | — | — | — | — | — | Erstveröffentlichung: 20. August 2013 The Weeknd feat. Drake                                 |
| 2013 | Know Bout Me –                                            | — | — | — | — | — | — | Erstveröffentlichung: 21. November 2013 Timbaland feat. Jay-Z, Drake & James Fauntleroy      |
| 2014 | Odio Formula, Vol. 2                                      | — | — | — | — | US45 ×3×4Dreifachdiamant + Vierfachplatin (Latin) · (11 Wo.)US                                                                           | — | Erstveröffentlichung: 28. Januar 2014 Romeo Santos feat. Drake                               |
| 2014 | Who Do You Love? My Krazy Life                            | — | — | — | UK87 Silber · (1 Wo.)UK | US54 ×2Doppelplatin · (20 Wo.)US | — | Erstveröffentlichung: 20. Februar 2014 YG feat. Drake                                        |
| 2014 | Trophies Young Money: Rise of an Empire                   | — | — | — | UK— SilberUK | US50 (20 Wo.)US | — | Erstveröffentlichung: 27. Februar 2014 Young Money feat. Drake                               |
| 2014 | Believe Me –                                              | — | — | — | UK36 (4 Wo.)UK | US26 ×2Doppelplatin · (20 Wo.)US | CA50 (1 Wo.)CA | Erstveröffentlichung: 6. Mai 2014 Lil Wayne feat. Drake                                      |
| 2014 | Recognize PartyNextDoor Two                               | — | — | — | UK— GoldUK | US— ×4VierfachplatinUS | — | Erstveröffentlichung: 15. Juli 2014 PartyNextDoor feat. Drake                                |
| 2014 | Tuesday –                                                 | — | — | — | — | US12 Platin · (22 Wo.)US | CA74 (1 Wo.)CA | Erstveröffentlichung: 1. September 2014 ILoveMakonnen feat. Drake                            |
| 2014 | Grindin’ –                                                | — | — | — | — | — | — | Erstveröffentlichung: 4. September 2014 Lil Wayne feat. Drake                                |
| 2014 | Only The Pinkprint                                        | — | — | — | UK35 Platin · (9 Wo.)UK | US12 ×3Dreifachplatin · (25 Wo.)US | CA31 (3 Wo.)CA | Erstveröffentlichung: 28. Oktober 2014 Nicki Minaj feat. Chris Brown, Lil Wayne & Drake      |
| 2015 | Truffle Butter The Pinkprint                              | — | — | — | UK— GoldUK | US14 (20 Wo.)US | CA33 (9 Wo.)CA | Erstveröffentlichung: 23. Januar 2015 Nicki Minaj feat. Lil Wayne & Drake                    |
| 2015 | Blessings Dark Sky Paradise                               | — | — | — | UK— SilberUK | US28 ×4Vierfachplatin · (20 Wo.)US | CA48 (1 Wo.)CA | Erstveröffentlichung: 31. Januar 2015 Big Sean feat. Kanye West & Drake                      |
| 2015 | My Love Majid Jordan                                      | — | — | — | — | — | — | Erstveröffentlichung: 11. März 2015 Majid Jordan feat. Drake                                 |
| 2015 | 100 The Documentary 2                                     | — | — | — | — | US90 Platin · (7 Wo.)US | — | Erstveröffentlichung: 26. Juni 2015 The Game feat. Drake                                     |
| 2015 | R.I.C.O. Dreams Worth More Than Money                     | — | — | — | UK— SilberUK | US40 ×2Doppelplatin · (13 Wo.)US | — | Erstveröffentlichung: 29. Juni 2015 Meek Mill feat. Drake                                    |
| 2015 | Where Ya At DS2                                           | — | — | — | UK— SilberUK | US28 ×4Vierfachplatin · (25 Wo.)US | CA— ×2DoppelplatinCA | Erstveröffentlichung: 17. Juli 2015 Future feat. Drake                                       |
| 2016 | Work Anti                                                 | DE5 Platin · (31 Wo.)DE | AT14 (17 Wo.)AT | CH9 (30 Wo.)CH | UK2 ×3Dreifachplatin · (42 Wo.)UK | US1 Diamant · (36 Wo.)US | CA1 Gold · (17 Wo.)CA | Erstveröffentlichung: 27. Januar 2016 Rihanna feat. Drake                                    |
| 2016 | Come and See Me P3                                        | — | — | — | UK— PlatinUK | US55 ×6Sechsfachplatin · (24 Wo.)US | — | Erstveröffentlichung: 23. März 2016 PartyNextDoor feat. Drake                                |
| 2016 | Why You Always Hatin’? Still Brazy                        | — | — | — | — | US62 ×2Doppelplatin · (18 Wo.)US | — | Erstveröffentlichung: 21. Mai 2016 YG feat. Kamaiyah & Drake                                 |
| 2016 | Back on Road Everybody Looking                            | — | — | — | — | US81 Gold · (1 Wo.)US | — | Erstveröffentlichung: 4. Juni 2016 Gucci Mane feat. Drake                                    |
| 2016 | For Free Major Key                                        | — | — | — | UK25 Gold · (13 Wo.)UK | US13 ×4Vierfachplatin · (20 Wo.)US | CA10 ×2Doppelplatin · (15 Wo.)CA | Erstveröffentlichung: 17. Juni 2016 DJ Khaled feat. Drake                                    |
| 2016 | No Shopping MC4                                           | — | — | — | — | US36 Platin · (11 Wo.)US | CA44 Platin · (1 Wo.)CA | Erstveröffentlichung: 16. Juli 2016 French Montana feat. Drake                               |
| 2016 | Big Amount Pretty Girls Like Trap Music                   | — | — | — | — | US— PlatinUS | — | Erstveröffentlichung: 23. September 2016 2 Chainz feat. Drake                                |
| 2016 | Wanna Know (Remix) –                                      | — | — | — | UK51 Platin · (6 Wo.)UK | — | — | Erstveröffentlichung: 28. Oktober 2016 Dave feat. Drake                                      |
| 2016 | Used to This Future                                       | — | — | CH93 (1 Wo.)CH | UK67 Silber · (2 Wo.)UK | US14 ×2Doppelplatin · (18 Wo.)US | CA14 (1 Wo.)CA | Erstveröffentlichung: 4. November 2016 Future feat. Drake                                    |
| 2016 | Both The Return of East Atlanta Santa                     | — | — | — | UK— SilberUK | US41 ×4Vierfachplatin · (22 Wo.)US | CA5 (1 Wo.)CA | Erstveröffentlichung: 16. Dezember 2016 Gucci Mane feat. Drake                               |
| 2017 | Come Closer Sounds from the Other Side                    | — | — | CH98 Gold · (1 Wo.)CH | UK58 Gold · (10 Wo.)UK | US— PlatinUS | — | Erstveröffentlichung: 31. März 2017 Wizkid feat. Drake                                       |
| 2017 | To the Max Grateful                                       | — | — | — | UK49 (2 Wo.)UK | US53 Gold · (4 Wo.)US | CA33 (1 Wo.)CA | Erstveröffentlichung: 5. Juni 2017 DJ Khaled feat. Drake                                     |
| 2017 | No Complaints Grateful                                    | — | — | — | — | US71 Platin · (5 Wo.)US | CA— ×2DoppelplatinCA | Erstveröffentlichung: 23. Juni 2017 Metro Boomin feat. Offset & Drake                        |
| 2018 | Look Alive Simi                                           | DE48 (10 Wo.)DE | AT48 (10 Wo.)AT | CH34 Gold · (15 Wo.)CH | UK17 Platin · (18 Wo.)UK | US5 ×5Fünffachplatin · (25 Wo.)US | CA9 (10 Wo.)CA | Erstveröffentlichung: 9. Februar 2018 Blocboy JB feat. Drake                                 |
| 2018 | Walk It Talk It Culture II                                | DE94 (1 Wo.)DE | — | CH41 (9 Wo.)CH | UK31 Platin · (13 Wo.)UK | US10 ×6Sechsfachplatin · (22 Wo.)US | CA19 ×2Doppelplatin · (2 Wo.)CA | Erstveröffentlichung: 16. März 2018 Migos feat. Drake                                        |
| 2018 | Yes Indeed Harder Than Ever                               | — | — | CH94 (1 Wo.)CH | UK46 Platin · (5 Wo.)UK | US6 ×6Sechsfachplatin · (29 Wo.)US | CA— ×3DreifachplatinCA | Erstveröffentlichung: 15. Mai 2018 Lil Baby feat. Drake                                      |
| 2018 | Bigger Than You –                                         | — | — | — | — | US53 Platin · (2 Wo.)US | — | Erstveröffentlichung: 15. Juni 2018 2 Chainz feat. Drake & Quavo                             |
| 2018 | Sicko Mode Astroworld                                     | DE43 Platin · (27 Wo.)DE | AT29 Platin · (28 Wo.)AT | CH17 (39 Wo.)CH | UK9 ×3Dreifachplatin · (35 Wo.)UK | US1 ×5Diamant + Fünffachplatin · (52 Wo.)US                                                                                              | CA10 Diamant · (34 Wo.)CA | Erstveröffentlichung: 17. August 2018 Travis Scott feat. Drake, Swae Lee & Big Hawk          |
| 2018 | No Stylist Montana                                        | DE66 Gold · (7 Wo.)DE | AT68 (3 Wo.)AT | CH36 (11 Wo.)CH | UK19 Platin · (11 Wo.)UK | US47 ×2Doppelplatin · (20 Wo.)US | CA17 ×3Dreifachplatin · (1 Wo.)CA | Erstveröffentlichung: 20. September 2018 French Montana feat. Drake                          |
| 2018 | Mia X 100pre                                              | DE26 Gold · (16 Wo.)DE | AT26 (6 Wo.)AT | CH3 Gold · (28 Wo.)CH | UK13 Gold · (9 Wo.)UK | US5 ×5Fünffachdiamant (Latin) · (27 Wo.)US                                                                                               | CA7 ×3Dreifachplatin · (5 Wo.)CA | Erstveröffentlichung: 11. Oktober 2018 Bad Bunny feat. Drake                                 |
| 2018 | Flip the Switch Quavo Huncho                              | — | — | CH80 (1 Wo.)CH | UK55 (1 Wo.)UK | US48 Gold · (1 Wo.)US | — | Erstveröffentlichung: 12. Oktober 2018 Quavo feat. Drake                                     |
| 2019 | Going Bad Championships                                   | DE92 Gold · (1 Wo.)DE | — | CH44 (14 Wo.)CH | UK13 Platin · (21 Wo.)UK | US6 ×5Fünffachplatin · (37 Wo.)US | CA6 ×5Fünffachplatin · (6 Wo.)CA | Erstveröffentlichung: 22. Januar 2019 Meek Mill feat. Drake                                  |
| 2019 | No Guidance Indigo                                        | DE63 Gold · (2 Wo.)DE | — | CH29 Gold · (11 Wo.)CH | UK6 ×2Doppelplatin · (22 Wo.)UK | US5 Diamant + Platin · (46 Wo.)US | CA12 ×3Dreifachplatin · (3 Wo.)CA | Erstveröffentlichung: 8. Juni 2019 Chris Brown feat. Drake                                   |
| 2019 | Gold Roses Port of Miami 2                                | — | — | CH99 (1 Wo.)CH | UK42 (3 Wo.)UK | US39 Platin · (3 Wo.)US | CA31 (1 Wo.)CA | Erstveröffentlichung: 26. Juli 2019 Rick Ross feat. Drake                                    |
| 2019 | Won’t Be Late –                                           | — | — | CH60 (2 Wo.)CH | UK50 Silber · (6 Wo.)UK | US75 Gold · (1 Wo.)US | — | Erstveröffentlichung: 16. August 2019 Swae Lee feat. Drake                                   |
| 2019 | Ela é do tipo (Remix) Todo Mundo Ama O Chris (Ao Vivo)    | — | — | — | — | — | — | Erstveröffentlichung: 6. November 2019 MC Kevin o Chris feat. Drake                          |
| 2019 | Loyal Partymobile                                         | — | — | CH90 (1 Wo.)CH | UK31 Gold · (10 Wo.)UK | US60 ×2Doppelplatin · (3 Wo.)US | CA23 (1 Wo.)CA | Erstveröffentlichung: 22. November 2019 PartyNextDoor feat. Drake                            |
| 2020 | Life Is Good High Off Life                                | DE8 Gold · (20 Wo.)DE | AT8 Platin · (22 Wo.)AT | CH3 Platin · (25 Wo.)CH | UK3 ×2Doppelplatin · (27 Wo.)UK | US2 Diamant + Platin · (38 Wo.)US | CA5 ×8Achtfachplatin · (7 Wo.)CA | Erstveröffentlichung: 10. Januar 2020 Future feat. Drake                                     |
| 2020 | Oprah’s Bank Account Lil Boat 3                           | — | — | CH88 (1 Wo.)CH | UK54 (2 Wo.)UK | US55 Platin · (6 Wo.)US | — | Erstveröffentlichung: 9. März 2020 Lil Yachty & DaBaby feat. Drake                           |
| 2020 | Greece Khaled Khaled                                      | DE28 Gold · (14 Wo.)DE | AT27 Gold · (14 Wo.)AT | CH11 Gold · (19 Wo.)CH | UK8 Platin · (18 Wo.)UK | US8 ×2Doppelplatin · (15 Wo.)US | CA9 (1 Wo.)CA | Erstveröffentlichung: 17. Juli 2020 DJ Khaled feat. Drake                                    |
| 2020 | Only You Freestyle Edna                                   | — | — | CH75 (1 Wo.)CH | UK5 Gold · (13 Wo.)UK | — | — | Erstveröffentlichung: 20. Juli 2020 Headie One feat. Drake                                   |
| 2020 | Popstar Khaled Khaled                                     | DE36 (9 Wo.)DE | AT29 Gold · (10 Wo.)AT | CH18 Gold · (17 Wo.)CH | UK11 Gold · (13 Wo.)UK | US3 ×4Vierfachplatin · (19 Wo.)US | CA4 Platin · (11 Wo.)CA | Erstveröffentlichung: 17. Juli 2020 DJ Khaled feat. Drake                                    |
| 2020 | Twist & Turn Fixtape                                      | — | — | — | UK69 Silber · (6 Wo.)UK | US— GoldUS | CA46 (1 Wo.)CA | Erstveröffentlichung: 7. August 2020 Popcaan feat. Drake & PartyNextDoor                     |
| 2020 | You’re Mines Still Moon Boy                               | — | — | — | UK45 Gold · (17 Wo.)UK | US18 ×2Doppelplatin · (23 Wo.)US | — | Erstveröffentlichung: 16. Oktober 2020 Yung Bleu feat. Drake                                 |
| 2021 | Wasting Time Wasteland                                    | — | — | — | UK34 (2 Wo.)UK | US49 Platin · (2 Wo.)US | — | Erstveröffentlichung: 1. Juli 2021 Brent Faiyaz feat. Drake & The Neptunes                   |
| 2021 | Over the Top –                                            | — | — | — | UK97 (2 Wo.)UK | US57 Gold · (4 Wo.)US | — | Erstveröffentlichung: 23. Juli 2021 Smiley feat. Drake                                       |
| 2022 | Wait for U I Never Liked You                              | DE77 (2 Wo.)DE | AT65 Gold · (1 Wo.)AT | CH34 (6 Wo.)CH | UK8 ×2Doppelplatin · (27 Wo.)UK | US1 ×2Doppelplatin · (41 Wo.)US | CA— ×2DoppelplatinCA | Erstveröffentlichung: 3. Mai 2022 Future feat. Drake & Tems                                  |
| 2022 | Staying Alive God Did                                     | DE60 (2 Wo.)DE | AT65 (1 Wo.)AT | CH22 Gold · (4 Wo.)CH | UK21 Silber · (8 Wo.)UK | US5 Platin · (14 Wo.)US | CA29 Platin · (1 Wo.)CA | Erstveröffentlichung: 5. August 2022 DJ Khaled feat. Drake & Lil Baby                        |
| 2023 | We Caa Done Great Is He                                   | — | — | — | UK37 (4 Wo.)UK | — | — | Erstveröffentlichung: 6. Januar 2023 Popcaan feat. Drake                                     |
| 2023 | Who Told You Beautiful and Brutal Yard                    | DE— eDE | — | CH17 Gold · (4 Wo.)CH | UK2 Platin · (15 Wo.)UK | — | — | Erstveröffentlichung: 9. Juni 2023 J Hus feat. Drake                                         |
| 2024 | Act II: Date @ 8 –                                        | — | — | — | UK18 Silber · (9 Wo.)UK | US7 (20 Wo.)US | — | Erstveröffentlichung: 8. März 2024 4Batz feat. Drake                                         |
| 2024 | Hot Uptown C,XOXO                                         | — | — | — | UK86 (1 Wo.)UK | US62 (1 Wo.)US | — | Erstveröffentlichung: 2. Juli 2024 Camila Cabello feat. Drake                                |
| Folgende Lieder erschienen nicht als Single, wurden aber durch das Album zum Download und Streaming bereitgestellt und konnten somit eine Platzierung erlangen: |                                                           | | | | | | |                                                                                              |
| |                                                           | | | | | | |                                                                                              |
| 2013 | I Do It B.O.A.T.S. II: Me Time                            | — | — | — | — | US94 (1 Wo.)US | — | Charteinstieg: 28. September 2013 2 Chainz feat. Drake & Lil Wayne                           |
| 2013 | Mine Beyoncé                                              | — | — | — | UK65 (4 Wo.)UK | US82 Platin · (1 Wo.)US | — | Charteinstieg: 28. Dezember 2013 Beyoncé feat. Drake                                         |
| 2018 | Never Recover Drip Harder                                 | — | — | — | UK— SilberUK | US15 ×2Doppelplatin · (8 Wo.)US | CA— PlatinCA | Charteinstieg: 20. Oktober 2018 Lil Baby, Gunna & Drake                                      |
| 2020 | Outta Time Anniversary                                    | — | — | CH77 (1 Wo.)CH | UK24 Silber · (3 Wo.)UK | US48 (1 Wo.)US | — | Charteinstieg: 11. Oktober 2020 Bryson Tiller feat. Drake                                    |
| 2021 | Solid Slime Language 2                                    | DE92 (1 Wo.)DE | AT68 (1 Wo.)AT | CH38 (2 Wo.)CH | UK36 Silber · (4 Wo.)UK | US12 Gold · (7 Wo.)US | — | Charteinstieg: 23. April 2021 Young Stoner Life, Young Thug & Gunna feat. Drake              |
| 2021 | Having Our Way Culture III                                | DE— fDE | — | CH70 (1 Wo.)CH | UK49 (2 Wo.)UK | US15 Gold · (4 Wo.)US | — | Charteinstieg: 20. Juni 2021 Migos feat. Drake                                               |
| 2021 | Betrayal Trip at Knight                                   | — | — | — | — | US67 (1 Wo.)US | — | Charteinstieg: 4. September 2021 Trippie Redd feat. Drake                                    |
| 2021 | Bubbly Punk                                               | DE— gDE | — | CH94 (1 Wo.)CH | UK60 (1 Wo.)UK | US20 (12 Wo.)US | — | Charteinstieg: 22. Oktober 2021 Young Thug feat. Drake & Travis Scott                        |
| 2022 | P Power DS4Ever                                           | — | — | — | UK76 Silber · (1 Wo.)UK | US24 ×3Dreifachplatin · (14 Wo.)US | — | Charteinstieg: 27. Januar 2022 Gunna feat. Drake                                             |
| 2022 | I’m on One I Never Liked You                              | — | — | — | UK50 (1 Wo.)UK | US11 Platin · (5 Wo.)US | CA— GoldCA | Charteinstieg: 12. Mai 2022 Future feat. Drake                                               |
| 2022 | Churchill Downs Come Home the Kids Miss You               | — | — | CH76 (1 Wo.)CH | UK19 Silber · (8 Wo.)UK | US23 Platin · (2 Wo.)US | — | Charteinstieg: 13. Mai 2022 Jack Harlow feat. Drake                                          |
| 2022 | No Secret God Did                                         | — | — | — | — | US78 (1 Wo.)US | — | Charteinstieg: 10. September 2022 DJ Khaled feat. Drake                                      |
| 2023 | Oh U Went Business Is Business                            | — | — | — | UK65 (1 Wo.)UK | US19 (15 Wo.)US | — | Charteinstieg: 6. Juli 2023 Young Thug feat. Drake                                           |
| 2023 | Parade on Cleveland Business Is Business                  | — | — | — | UK97 (1 Wo.)UK | US39 (1 Wo.)US | — | Charteinstieg: 6. Juli 2023 Young Thug feat. Drake                                           |
| 2023 | Meltdown Utopia                                           | DE61 (2 Wo.)DE | AT8 (3 Wo.)AT | CH2 Gold · (3 Wo.)CH | UK10 (9 Wo.)UK | US3 ×2Doppelplatin · (19 Wo.)US | CA16 (1 Wo.)CA | Charteinstieg: 6. August 2023 Travis Scott feat. Drake                                       |
| 2023 | Needle Pink Friday 2                                      | — | — | — | UK58 (1 Wo.)UK | US34 (4 Wo.)US | — | Charteinstieg: 21. Dezember 2023 Nicki Minaj feat. Drake                                     |
| 2024 | U My Everything –                                         | — | — | — | — | US44 (17 Wo.)US | — | Charteinstieg: 8. Juni 2024 Sexyy Red feat. Drake                                            |
| 2024 | Sideways Diamante                                         | DE— hDE | — | CH65 (1 Wo.)CH | UK85 (1 Wo.)UK | — | — | Charteinstieg: 4. August 2024 Gordo feat. Drake                                              |

## Sonderveröffentlichungen
Kompilationen
| Jahr | Titel          | Anmerkungen                                                                           |
| ---- | -------------- | ------------------------------------------------------------------------------------- |
| 2014 | One Night Only | Erstveröffentlichung: 8. Mai 2014 Verkäufe: + 40.000; unautorisierte Veröffentlichung |

Remixe
- 2018: N.E.R.D feat. Rihanna – Lemon

## Statistik

### Chartauswertung
|                     | DE     | AT     | CH     | UK     | US     | CA     |
| ------------------- | ------ | ------ | ------ | ------ | ------ | ------ |
| Nummer-eins-Alben   | DE—DE  | AT—AT  | CH3CH  | UK6UK  | US14US | CA14CA |
| Top-10-Alben        | DE6DE  | AT9AT  | CH9CH  | UK14UK | US19US | CA15CA |
| Alben in den Charts | DE15DE | AT13AT | CH14CH | UK16UK | US19US | CA17CA |

|                       | DE     | AT     | CH     | UK      | US      | CA      |
| --------------------- | ------ | ------ | ------ | ------- | ------- | ------- |
| Nummer-eins-Singles   | DE2DE  | AT—AT  | CH1CH  | UK6UK   | US13US  | CA8CA   |
| Top-10-Singles        | DE7DE  | AT8AT  | CH20CH | UK46UK  | US82US  | CA39CA  |
| Singles in den Charts | DE65DE | AT62AT | CH91CH | UK176UK | US345US | CA126CA |

### Auszeichnungen für Musikverkäufe
| Land/RegionAuszeichnungen für Musikverkäufe (Land/Region, Auszeichnungen, Verkäufe, Quellen) | Silber       | Gold         | Platin           | Diamant       | Verkäufe    | Quellen                           |
| -------------------------------------------------------------------------------------------- | ------------ | ------------ | ---------------- | ------------- | ----------- | --------------------------------- |
| Australien (ARIA)                                                                            | —            | 70× Gold70   | 238× Platin238   | —             | 19.110.000  | aria.com.au                       |
| Belgien (BRMA)                                                                               | —            | 4× Gold4     | 10× Platin10     | —             | 375.000     | ultratop.be                       |
| Brasilien (PMB)                                                                              | —            | 31× Gold31   | 30× Platin30     | 26× Diamant26 | 7.120.000   | pro-musicabr.org.br               |
| Chile (IFPI)                                                                                 | —            | —            | —                | Diamant1      | 400.000     | profovi.cl                        |
| Dänemark (IFPI)                                                                              | —            | 35× Gold35   | 61× Platin61     | —             | 4.870.000   | ifpi.dk                           |
| Deutschland (BVMI)                                                                           | —            | 24× Gold24   | 3× Platin3       | Diamant1      | 6.900.000   | musikindustrie.de                 |
| Finnland (IFPI)                                                                              | —            | —            | 6× Platin6       | —             | 120.000     | Einzelnachweise                   |
| Frankreich (SNEP)                                                                            | —            | 20× Gold20   | 13× Platin13     | 7× Diamant7   | 5.914.730   | snepmusique.com                   |
| Griechenland (IFPI)                                                                          | —            | 4× Gold4     | 11× Platin11     | —             | 260.000     | Einzelnachweise                   |
| Italien (FIMI)                                                                               | —            | 28× Gold28   | 34× Platin34     | —             | 2.920.000   | fimi.it                           |
| Kanada (MC)                                                                                  | —            | 18× Gold18   | 144× Platin144   | 3× Diamant3   | 15.947.884  | musiccanada.com                   |
| Mexiko (AMPROFON)                                                                            | —            | 9× Gold9     | 18× Platin18     | Diamant1      | 1.570.000   | amprofon.com.mx                   |
| Neuseeland (RMNZ)                                                                            | —            | 19× Gold19   | 147× Platin147   | —             | 4.035.000   | aotearoamusiccharts.co.nz NZ2 NZ3 |
| Niederlande (NVPI)                                                                           | —            | —            | Platin1          | Diamant1      | 130.000     | nvpi.nl                           |
| Österreich (IFPI)                                                                            | —            | 6× Gold6     | 2× Platin2       | —             | 142.500     | ifpi.at                           |
| Polen (ZPAV)                                                                                 | —            | 19× Gold19   | 25× Platin25     | —             | 1.395.000   | olis.pl                           |
| Portugal (AFP)                                                                               | —            | 20× Gold20   | 44× Platin44     | —             | 534.000     | Einzelnachweise                   |
| Schweden (IFPI)                                                                              | —            | 4× Gold4     | 29× Platin29     | —             | 1.450.000   | sverigetopplistan.se              |
| Schweiz (IFPI)                                                                               | —            | 10× Gold10   | Platin1          | —             | 130.000     | hitparade.ch                      |
| Singapur (RIAS)                                                                              | —            | Gold1        | 2× Platin2       | —             | 25.000      | rias.org.sg                       |
| Spanien (Promusicae)                                                                         | —            | 17× Gold17   | 21× Platin21     | —             | 1.640.000   | elportaldemusica.es ES2           |
| Südafrika (RISA)                                                                             | —            | 2× Gold2     | 6× Platin6       | —             | 240.000     | risa.org.za                       |
| Südkorea (KMCA)                                                                              | —            | —            | —                | —             | 177.438     | Einzelnachweise                   |
| Vereinigte Staaten (RIAA)                                                                    | —            | 16× Gold16   | 414× Platin414   | 18× Diamant18 | 518.870.000 | riaa.com                          |
| Vereinigtes Königreich (BPI)                                                                 | 89× Silber89 | 37× Gold37   | 107× Platin107   | —             | 90.450.000  | bpi.co.uk                         |
| Zentralamerika (CFC)                                                                         | —            | Gold1        | —                | —             | 35.000      | cfc-musica.com                    |
| Insgesamt                                                                                    | 89× Silber89 | 395× Gold395 | 1367× Platin1367 | 58× Diamant58 |             |                                   |